# 오토데스크 3ds 맥스로 만든 작품 목록
다음은 3ds 맥스로 만든 작품 목록이다.

## 영화
1988년
- Technological Threat (3D 효과)
- 윌로우 (3D 효과)
- 누가 로저 래빗을 모함했나 (3D 효과)
- 아키라 (3D 효과)
- 틴 토이
- 올리버와 친구들 (3D 효과)

1989년
- 고스트버스터즈 2 (3D 효과)
- 애들이 줄었어요 (3D 효과)
- 심연 (3D 효과)
- 장식품
- 인어 공주 (3D 효과)

1990년
- 로보캅 2 (3D 효과)
- 우주 가족 젯슨 (3D 효과)
- 코디와 생쥐 구조대 (3D 효과)

1991년
- Muppet*Vision 3D (3D 효과)
- 터미네이터 2 (3D 효과)
- 미녀와 야수 (3D 효과)

1992년
- 배트맨 2 (3D 효과)
- 톰과 제리 (3D 효과)
- 죽어야 사는 여자 (3D 효과)
- 알라딘 (3D 효과)

1993년
- 슈퍼 마리오 (3D 효과)
- 쥬라기 공원 (3D 효과)
- 콘헤드 대소동 (3D 효과)
- 기동경찰 패트레이버 극장판 2 (3D 효과)
- 오페라 이마지나리아 (3D 애니메이션)
- 극장판 미소녀전사 세일러문 R (3D 효과)

1994년
- 크로우 (3D 효과)
- 고인돌 가족 플린스톤 (3D 효과)
- 라이온 킹 (3D 효과)
- 쉐도우 (3D 효과)
- 마스크 (3D 효과)
- 스타 트랙 7 - 넥서스 트랙 (3D 효과)
- Honey, I Shrunk the Audience! (3D 효과)
- 페이지마스터 (3D 효과)

1995년
- 잃어버린 아이들의 도시 (3D 효과)
- 코드명 J (3D 효과)
- 캐스퍼 (3D 효과)
- 배트맨 3: 포에버 (3D 효과)
- 포카혼타스 (3D 효과)
- 저지 드레드 (3D 효과)
- 파워레인저 (3D 효과)
- 스피시즈 (3D 효과)
- 꼬마돼지 베이브 (3D 효과)
- 모탈 컴뱃 (3D 효과)
- 세가지 소망 (3D 효과)
- 공각기동대 (3D 효과)
- 토이 스토리
- 쥬만지 (3D 효과)
- 발토 (3D 효과)
- 극장판 달의 요정 세일러문 SuperS (3D 효과)
- 12 몽키즈 (3D 효과)

1996년
- 불가사리 2 (3D 효과)
- T2 3-D: 배틀 어크로스 타임 (3D 효과)
- 드래곤하트 (3D 효과)
- 이레이저 (3D 효과)
- 노틀담의 꼽추 (3D 효과)
- 너티 프로페서 (3D 효과)
- 인디펜던스 데이 (3D 효과)
- 조의 아파트 (3D 효과)
- 피노키오의 모험 (3D 효과)
- 닥터 모로의 DNA (3D 효과)
- 아름다운 비행 (3D 효과)
- 피카소 (3D 효과)
- 스페이스 잼 (3D 효과)
- 스타 트랙 8 - 퍼스트 콘택트 (3D 효과)
- 101 달마시안 (3D 효과)
- 화성 침공 (3D 효과)

1997년
- 레릭 (3D 효과)
- 스타워즈 (재발매 + 3D 효과)
- 제국의 역습 (재발매 + 3D 효과)
- 제다이의 귀환 (재발매 + 3D 효과)
- 제5원소 (3D 효과)
- 쥬라기 공원 2: 잃어버린 세계 (3D 효과)
- 헤라클레스 (3D 효과)
- 배트맨 4: 배트맨과 로빈 (3D 효과)
- 맨 인 블랙 (3D 효과)
- 요술쟁이 아나벨 (3D 효과)
- 콘택트 (3D 효과)
- 모노노케 히메 (3D 효과)
- 에어 포스 원 (3D 효과)
- 스폰 (3D 효과)
- 미믹 (3D 효과)
- 파리의 늑대인간 (3D 효과)
- 큐브 (3D 효과)
- 디 엣지 (3D 효과)
- 스타십 트루퍼스 (3D 효과)
- 미녀와 야수: 마법의 크리스마스 (3D 효과)
- 아나스타샤 (3D 효과)
- 모탈 컴뱃 2: 6일간의 전투 (3D 효과)
- 제리의 게임
- 에이리언 4 (3D 효과)
- 플러버 (3D 효과)
- 바로워즈 (3D 효과)
- 타이타닉 (3D 효과)
- 스마트 플래닛

1998년
- 딥 라이징 (3D 효과)
- 쭈쭈공룡 바니 (3D 효과)
- 로스트 인 스페이스 (3D 효과)
- 스피시즈 2 (3D 효과)
- It's Tough to Be a Bug!
- 빅 히트 (3D 효과)
- 딥 임팩트 (3D 효과)
- 매직 스워드 (3D 효과)
- 고질라 (3D 효과)
- 라스베가스의 공포와 혐오 (3D 효과)
- 뮬란 (3D 효과)
- 닥터 두리틀 (3D 효과)
- 아마겟돈 (3D 효과)
- 스몰 솔저 (3D 효과)
- 스네이크 아이 (3D 효과)
- 라이언 일병 구하기 (3D 효과)
- 마이티 (3D 효과)
- 프랙티컬 매직 (3D 효과)
- 개미
- 조 블랙의 사랑 (3D 효과)
- 야러그래츠 (3D 효과)
- 벅스 라이프
- 꼬마 돼지 베이브 2 (3D 효과)
- 잭 프로스트 (3D 효과)
- 이집트 왕자 (3D 효과)
- 씬 레드 라인 (3D 효과)

1999년
- 바이러스 (3D 효과)
- 극장판 포켓몬스터: 뮤츠의 역습 (완전한 버전 + 3D 효과)
- 화성인 마틴 (3D 효과)
- 포스 오브 네이처 (3D 효과)
- 워크 온 더 문 (3D 효과)
- 매트릭스 (3D 효과)
- 미이라 (3D 효과)
- 스타워즈 에피소드 1: 보이지 않는 위험 (3D 효과)
- 타잔 (3D 효과)
- 사우스 파크 (3D 효과)
- 극장판 포켓몬스터: 루기아의 탄생 (3D 효과)
- 더 헌팅 (3D 효과)
- 아이언 자이언트 (3D 효과)
- 코모도 (3D 효과)
- Chuck E. Cheese in the Galaxy 5000 (3D 효과)
- 파이트 클럽 (3D 효과)
- 넛티스트 넛크랙커
- 토이 스토리 2[1]
- 스튜어트 리틀 (3D 애니메이션)
- 바이센테니얼 맨 (3D 효과)
- 갤럭시 퀘스트 (3D 효과)

2000년
- 환타지아 2000 (3D 효과)
- 스노우 데이 (3D 효과)
- 미션 투 마스 (3D 효과)
- 파이널 데스티네이션 (3D 효과)
- 엘도라도 (3D 효과)
- 다이너소어 (3D 애니메이션)
- 새들의 이야기
- 치킨 런 (3D 효과)
- 헤비 메탈 2 (3D 효과)
- 극장판 포켓몬스터: 결정탑의 제왕 앤테이 (3D 효과)
- 엑스맨[2] (3D 효과)
- 토마스와 마법 기차 (3D 효과)
- 너티 프로페서 2 (3D 효과)
- 할로우 맨 (3D 효과)
- 어머! 물고기가 됐어요 (3D 효과)
- 이집트 왕자 2: 요셉 이야기 (3D 효과)
- 그린치 (3D 효과)
- 야러그래츠: 파리 대모험 (3D 효과)
- 102 달마시안[3][4] (3D 효과)
- 쿠스코? 쿠스코! (3D 효과)
- 파인딩 포레스터 (3D 효과)

2001년
- 미이라 2 (3D 효과)
- 트럼펫을 부는 백조 (3D 효과)
- 슈렉[5][6]
- 물랑 루즈 (3D 효과)
- 메트로폴리스 (3D 효과)
- 에볼루션 (3D 효과)
- 아틀란티스: 잃어버린 제국 (3D 효과)
- 닥터 두리틀 2 (3D 효과)
- 캣츠 앤 독스 (3D 효과)
- 파이널 환타지
- 극장판 포켓몬스터: 세레비 시간을 초월한 만남 (3D 효과)
- 쥬라기 공원 3 (3D 효과)
- O Grilo Feliz (3D 효과)
- 센과 치히로의 행방불명 (3D 효과)
- El bosque animado, sentirás su magia
- Little Miss Spider[7]
- 글리터 (3D 효과)
- 바비의 호두까기 인형
- 빨간 코 순록 루돌프와 장난감 섬
- 몬스터 주식회사[8]
- 더 원 (3D 효과)
- 해리 포터와 마법사의 돌 (3D 효과)
- 반지의 제왕: 반지 원정대 (3D 효과)
- 천재소년 지미 뉴트론
- 사쿠라 대전 활동사진 (3D 효과)
- 해피 플래닛

2002년
- 피터 팬 2: 리턴 투 네버랜드 (3D 효과)
- 신데렐라 2 (3D 효과)
- 원피스: 진귀한 동물의 섬 쵸파 왕국 (3D 효과)
- 타임 머신 (3D 효과)
- 아이스 에이지[9]
- 블레이드 2 (3D 효과)
- 명탐정 코난: 베이커가의 망령 (3D 효과)
- 스파이더맨 (3D 효과)
- 스타워즈 에피소드 2: 클론의 습격 (3D 효과)
- 스피릿[10] (3D 효과)
- 릴로 & 스티치 (3D 효과)
- 맨 인 블랙 2 (3D 효과)
- 파워퍼프걸 영화 (3D 효과)
- 극장판 포켓몬스터: 물의 도시의 수호신 라티아스와 라티오스 (3D 효과)
- 스튜어트 리틀 2 (3D 애니메이션)
- 고양이의 보은 (3D 효과)
- 다이아몬드를 쏴라 (3D 효과)
- 싸이퍼 (3D 효과)
- 시몬 (3D 효과)
- 마이크의 새 차
- 바비의 라푼젤
- 극장판 야채극장 베지테일
- 링 (3D 효과)
- 산타클로스 2 (3D 효과)
- 산타와 스노우맨: 세기의 대결[11]
- 데이 (3D 효과)
- 해리 포터와 비밀의 방 (3D 효과)
- 보물성 (3D 효과)
- 에이트 크레이지 나이트 (3D 효과)
- 반지의 제왕: 두 개의 탑 (3D 효과)
- 쏜베리의 가족 탐험대 - 극장판 (3D 효과)

2003년
- 101마리 강아지 2: 패치의 런던 대모험 (3D 효과)
- 파이널 데스티네이션 2 (3D 효과)
- 정글북 2 (3D 효과)
- 원피스: 데드 엔드의 모험 (3D 효과)
- 극장판 도라에몽: 진구와 바람의 마을 (3D 효과)
- 말리부의 8마일 (3D 효과)
- 명탐정 코난: 미궁의 십자로 (3D 효과)
- 세서미 스트리트 4-D 무비 매직 (3D 효과)
- 엑스맨 2[12] (3D 효과)
- 점프
- 매트릭스 2: 리로디드 (3D 효과)
- 니모를 찾아서[13]
- 케냐
- 슈렉 4-D
- 야!러그래츠: 무인도 대모험 (3D 효과)
- 헐크 (3D 효과)
- 터미네이터 3 (3D 효과)
- 신밧드: 7대양의 전설 (3D 효과)
- 젠틀맨 리그 (3D 효과)
- 원더풀 데이즈 (3D 효과)
- 극장판 포켓몬스터 AG: 아름다운 소원의 별 지라치 (3D 효과)
- 낫씽 (3D 효과)
- 아크
- 바이오니클 - 빛의 가면
- 바비의 백조의 호수
- A Mushsnail Tale
- Mickey's PhilharMagic
- Scary Godmother: Halloween Spooktakular[14]
- 브라더 베어 (3D 효과)
- 매트릭스 3: 레볼루션[15] (3D 효과)
- 더 캣[16] (3D 애니메이션)
- Return to Mushsnail: The Legend of the Snowmill
- 반지의 제왕: 왕의 귀환[17] (3D 효과)

2004년
- 내 아기의 아빠 (3D 효과)
- 피노키오 3000
- Lucia[18]
- 어게인스트 더 로프 (3D 효과)
- 원피스: 저주받은 성검 (3D 효과)
- 이노센스 (3D 효과)
- 백 투 가야
- 임모르텔 (3D 애니메이션)
- 카우 삼총사 (3D 효과)
- 헬보이 (3D 효과)
- 명탐정 코난: 은빛 날개의 마술사 (3D 효과)
- 애플시드
- 스타쉽 트루퍼스 2 (3D 효과)
- 뉴욕 미니트 (3D 효과)
- 슈렉 2[19]
- 해리 포터와 아즈카반의 죄수 (3D 효과)
- 스파이더맨 2 (3D 효과)
- 스텝포드 와이프 (3D 효과)
- 가필드 (3D 애니메이션)
- 극장판 포켓몬스터 AG: 열공의 방문자 테오키스 (3D 효과)
- 캣우먼 (3D 효과)
- 날으는 돼지 - 해적 마테오
- 해롤드와 쿠마 (3D 효과)
- 엑소시스트: 비기닝 (3D 효과)
- 레지던트 이블 2 (3D 효과)
- 바비의 공주와 거지
- 샤크[20]
- 바이오니클 2 - 메트루 누이의 전설
- 쏘우 (3D 효과)
- 인크레더블[21]
- 미키의 크리스마스 선물
- 폴라 익스프레스[22]
- 보글보글 스폰지밥 (3D 효과)
- 하울의 움직이는 성 (3D 효과)
- 펭귄나라 산타클로스
- 신암행어사 (3D 애니메이션)
- 잭잭의 공격

2005년
- 디지몬 제볼루션
- 드레곤 블레이드
- 엘렉트라 (3D 효과)
- 두갈: 마법의 회전목마
- 콘스탄틴 (3D 효과)
- 마스크 2 - 마스크의 아들 (3D 효과)
- 원피스: 오마츠리 남작과 비밀의 섬 (3D 효과)
- 요정나라의 바비
- 로봇[23]
- 발리언트[24]
- 씬 시티 (3D 효과)
- 명탐정 코난: 수평선상의 음모 (3D 효과)
- 원 맨 밴드[25]
- 스타워즈 에피소드 3: 시스의 복수 (3D 효과)
- 마다가스카[26]
- 샤크보이와 라바걸의 모험 3-D (3D 효과)
- 우주 전쟁 (3D 효과)
- 한여름의 꿈
- 판타스틱 4 (3D 효과)
- 찰리와 초콜릿 공장 (3D 효과)
- 극장판 포켓몬스터 AG: 뮤와 파동의 용사 루카리오 (3D 효과)
- 르나르 이야기
- 파이널 판타지 VII 어드벤트 칠드런
- 바비와 마법의 페가수스
- 월리스와 그로밋: 거대 토끼의 저주 (3D 효과)
- 스튜어트 리틀 3
- 바이오니클 3 : 보이지 않는 함정
- Scary Godmother: The Revenge of Jimmy
- 쏘우 2[27] (3D 효과)
- 치킨 리틀[28]
- 해리 포터와 불의 잔 (3D 효과)
- 나니아 연대기: 사자, 마녀, 그리고 옷장[29] (3D 효과)
- Xuxinha e Guto contra os Monstros do Espaço (3D 효과)

2006년
- 빨간 모자의 진실[30]
- 파이널 데스티네이션 3 (3D 효과)
- 호기심 많은 조지 (3D 효과)
- 럭키 넘버 슬레븐 (3D 효과)
- 아쿠아마린 (3D 효과)
- 극장판 도라에몽: 진구의 공룡대탐험 (3D 효과)
- 원피스: 기계태엽성의 메카거병 (3D 효과)
- 쉐기 독 (3D 효과)
- 슬리더 (3D 효과)
- 명탐정 코난: 탐정들의 진혼가 (3D 효과)
- 바비 페어리토피아: 머메이디아
- 르네상스
- 아이스 에이지 2[31]
- 와일드[32]
- 사일런트 힐 (3D 효과)
- 바비 다이어리
- 헷지[33]
- 카[34]
- 가필드 2 (3D 애니메이션)
- 파이 스토리
- 극장판 포켓몬스터 AG: 포켓몬 레인저와 바다의 왕자 마나피 (3D 효과)
- 시간을 달리는 소녀 (3D 효과)
- 몬스터 하우스[35]
- 앤트 불리
- 게드전기: 어스시의 전설 (3D 효과)
- 신나는 동물농장
- 리틀 야구왕 앤디
- 바비 12명의 춤추는 공주 이야기
- 부그와 엘리엇[36]
- 미운 오리 새끼의 모험
- 리프티드
- 아주르와 아스마르
- 쏘우 3 (3D 효과)
- 플러쉬[37]
- 메이터와 유령
- 해피 피트[38]
- 산타 클로스 3: 산타의 탈출 (3D 효과)
- 아더와 미니모이: 제1탄 비밀 원정대의 출정 (3D 애니메이션)
- 샬롯의 거미줄 (3D 효과)
- 동물의 숲 (3D 효과)
- 피콜로와 색소폰
- 박물관이 살아있다! (3D 효과)

2007년
- 엘라의 모험: 해피엔딩의 위기[39]
- 원피스: 사막의 공주와 해적들 (3D 효과)
- 300 (3D 효과)
- 극장판 도라에몽: 진구의 마계 대모험 7인의 마법사 (3D 효과)
- 바비 페어리토피아: 마법의 레인보우
- 닌자 거북이 TMNT
- 로빈슨 가족[40]
- Monsters, Inc. Laugh Floor
- 파이어하우스 독 (3D 효과)
- 명탐정 코난: 감벽의 관 (3D 효과)
- 스파이더맨 3 (3D 효과)
- 슈렉 3[41]
- 서핑 업[42]
- 라따뚜이[43]
- 요술 조롱박의 비밀 (3D 효과)
- 트랜스포머[44] (3D 효과)
- 해리 포터와 불사조 기사단 (3D 효과)
- 극장판 포켓몬스터 DP: 디아루가 VS 펄기아 VS 다크라이 (3D 효과)
- 심슨 가족: 더 무비 (3D 효과)
- 케어베어: 나만의 파워 빔
- 가필드 겟츠 리얼
- 벡실 2077 일본쇄국
- 에반게리온: 서 (3D 효과)
- 바비 에즈 더 아일랜드 프린세스
- 애플시드 : 엑스머시나
- 쏘우 4 (3D 효과)
- 꿀벌 대소동
- 여러분의 친구 생쥐
- 베오울프
- 마법에 걸린 사랑 (3D 효과)
- 동키호테
- 잃어버린 왕국의 비밀
- 황금나침반 (3D 효과)
- 앨빈과 슈퍼밴드 (3D 애니메이션)

2008년
- 아무 것도 안 하는 해적들 - 베지테일 무비
- 클로버필드 (3D 효과)
- 플라이 미 투 더 문
- 바비 마리포사
- 스파이더위크가의 비밀 (3D 효과)
- 원피스: 에피소드 오브 쵸파 (3D 효과)
- 극장판 도라에몽: 진구와 초록거인전 (3D 효과)
- 호튼
- 드래곤 헌터
- 폭스 테일
- 명탐정 코난: 전율의 악보 (3D 효과)
- 아이언맨 (3D 효과)
- 나니아 연대기: 캐스피언 왕자 (3D 효과)
- 쿵푸 팬더[45]
- 프레스토
- 월-E[46]
- 잃어버린 세계를 찾아서 (3D 효과)
- 스페이스 침스
- 극장판 포켓몬스터 DP: 기라티나와 하늘의 꽃다발 쉐이미 (3D 효과)
- 스카이 크롤러 (3D 효과)
- 가필드 마법의 샘물
- 스타워즈: 클론 전쟁
- 바비와 다이아몬드성
- El espíritu del bosque
- 이고르와 귀여운 몬스터 이바
- 부그와 엘리엇 2
- 비버리힐즈 치와와 (3D 효과)
- 춤추는 꿈틀이 밴드
- 염소 이야기:오래된 프라하의 전설
- 레지던트 이블: 디제너레이션
- 쏘우 V (3D 효과)
- 집 없는 강아지 로미오
- 팅커벨
- 니코
- 바비의 크리스마스 캐럴
- 마다가스카 2[47]
- 킬샷 (3D 효과)
- 번-E
- 볼트[48]
- 델고
- 작은 영웅 데스페로
- 링스 어드벤처
- 베드타임 스토리 (3D 효과)

2009년
- 귀뚜라미 음악가의 대모험
- 강아지 호텔 (3D 효과)
- 코렐라인: 비밀의 문 (3D 효과)
- 엘라의 모험 2: 백설공주 길들이기
- 극장판 도라에몽: 신 진구의 우주개척사 (3D 효과)
- 극장판 프리큐어 올스타즈 DX 모두 친구☆기적의 전원 대집합! (3D 효과)
- 바비의 엄지공주
- 몬스터 vs 에이리언[49]
- 명탐정 코난: 칠흑의 추적자 (3D 효과)
- 터미네이터: 미래전쟁의 시작[50] (3D 효과)
- 박물관이 살아있다 2 (3D 효과)
- 드래그 미 투 헬 (3D 효과)
- 구름 조금
- 업[51]
- 가필드 펫 포스 3D
- 트랜스포머: 패자의 역습[52] (3D 효과)
- 에반게리온: 파[53] (3D 효과)
- 아이스 에이지 3: 공룡시대[54]
- 해리 포터와 혼혈 왕자
- 극장판 포켓몬스터 DP: 아르세우스 초극의 시공으로 (3D 효과)
- 루크와 루시 : 텍사스 레인저스
- G-포스: 기니피그 특공대[55] (3D 효과)
- 썸머 워즈 (3D 효과)
- 잃어버린 마법의 섬 홋타라케[56][57]
- 파이널 데스티네이션 4 (3D 효과)
- 9: 나인[58]
- 바이오니클 4 - 전설의 부활
- 바비와 삼총사
- 하늘에서 음식이 내린다면[59]
- 돌핀: 꿈꾸는 다니엘의 용감한 모험
- 아스트로 보이: 아톰의 귀환
- 쏘우: 여섯 번의 기회 (3D 효과)
- 팅커벨 2: 잃어버린 보물
- 극장판 프레시 프리큐어! 장난감 나라에는 비밀이 가득!? (3D 효과)
- 크리스마스 캐롤
- 더그의 특별 임무
- 플래닛 51
- 뉴문 (3D 효과)
- 메트로피아
- 아더와 미니모이 2: 셀레니아 공주 구출 작전 (3D 애니메이션)
- 공주와 개구리 (3D 효과)
- 원피스: 스트롱 월드 (3D 효과)
- 아바타[60] (3D 효과)
- 앨빈과 슈퍼밴드 2 (3D 애니메이션)
- 요나 요나 펭귄
- 꼬마영웅 경찰차 프로디

2010년
- 프리버즈: 밍쿠와 찌아의 도시 대탈출
- 이상한 나라의 앨리스 (3D 효과)
- 극장판 도라에몽: 진구의 인어대해전 (3D 효과)
- 바비 인 어 머메이드 테일
- 케어베어: 공주를 찾아서
- 극장판 프리큐어 올스타즈 DX2 희망의 빛☆레인보우 쥬얼을 지켜라! (3D 효과)
- 드래곤 길들이기[61]
- 케어베어: 나도 상 받고싶어
- 명탐정 코난: 천공의 난파선 (3D 효과)
- 아이언맨 2 (3D 효과)
- 슈렉 포에버[62]
- 스페이스 침스: 자톡의 역습 3D
- 낮과 밤 (3D 애니메이션)
- 토이 스토리 3[63]
- 이클립스 (3D 효과)
- 라스트 에어벤더 (3D 효과)
- 슈퍼배드
- 극장판 포켓몬스터 DP: 환영의 패왕 조로아크 (3D 효과)
- 마루 밑 아리에티 (3D 효과)
- 캣츠 앤 독스 2 (3D 효과)
- 새미의 어드벤쳐
- 팅커벨 3: 위대한 요정 구조대
- 피라냐 (3D 효과)
- 알파 앤 오메가
- 바비의 패션 이야기
- 가디언의 전설[64]
- 빌리와 용감한 녀석들
- 부그와 엘리엇 3
- 메가마인드
- 쏘우 3D (3D 효과)
- 매직 어드벤처
- 극장판 하트캐치 프리큐어! 꽃의 도시에서 패션쇼...입니까!? (3D 효과)
- 케어베어: 아낌없이 주는 축제
- 해리 포터와 죽음의 성물 1부[65] (3D 효과)
- 라푼젤[66]
- 나니아 연대기: 새벽 출정호의 항해 (3D 효과)

2011년
- 시즌 오브 더 위치: 마녀 호송단 (3D 효과)
- 비버리힐즈 치와와 2 (3D 효과)
- 토토의 움직이는 숲
- 노미오와 줄리엣
- 황당한 외계인: 폴 (3D 효과)
- 랭고[67]
- 극장판 도라에몽: 진구와 철인군단 날아라 천사들 (3D 효과)
- 바비와 비밀의 성
- 화성은 엄마가 필요해[68]
- 바비: 프린세스 참 스쿨
- 원피스 3D: 밀짚모자 체이스
- 극장판 프리큐어 올스타즈 DX3 미래에 닿아라! 세계를 잇는☆무지갯빛 꽃 (3D 효과)
- 바니 버디 (3D 애니메이션)
- 리오[69]
- 명탐정 코난: 침묵의 15분 (3D 효과)
- 빨간 모자의 진실 2
- 쿵푸 팬더 2[70]
- 유다의 사자: 부활절 대모험
- 라 루나
- 하와이안 베케이션
- 카 2[71]
- 트랜스포머: 달의 어둠 (3D 애니메이션)
- 레전드 오브 래빗
- 해리 포터와 죽음의 성물 2부 (3D 효과)
- 극장판 포켓몬스터 베스트위시: 비크티니와 흑의 영웅 제크로무·비크티니와 백의 영웅 레시라무 (3D 효과)
- 코쿠리코 언덕에서 (3D 효과)
- 마당을 나온 암탉
- 개구쟁이 스머프 (3D 애니메이션)
- 철권: 블러드 벤전스
- 쥬쥬펫의 모헙
- 로날 더 바바리언
- 토르: 마법망치의 전설
- 파리의 유령
- 틴틴: 유니콘호의 비밀
- 극장판 스위트 프리큐어♪ 되찾아라! 마음이 이어주는 기적의 멜로디♪ (3D 효과)
- 장화 신은 고양이
- 산타의 매직 크리스탈
- 신들의 전쟁 (3D 효과)
- 브레이킹 던 part 1 (3D 효과)
- 해피 피트 2[72]
- 아더 크리스마스
- 스몰 프라이
- 프렌즈: 몬스터 섬의 비밀
- 앨빈과 슈퍼밴드 3 (3D 애니메이션)
- 밀레니엄: 여자를 증오한 남자들 (3D 효과)
- 천하무적 키코리키

2012년
- 잃어버린 세계를 찾아서 2: 신비의 섬 (3D 효과)
- 닷핵 세계의 저편으로
- 드래곤 에이지
- 바비 인 어 머메이드 테일 2
- 로렉스
- 극장판 도라에몽 진구와 기적의 섬: 애니멀 어드벤처 (3D 효과)
- 극장판 프리큐어 올스타즈 뉴 스테이지 미래의 친구 (3D 효과)
- 명탐정 코난: 11번째 스트라이커 (3D 효과)
- 맨 인 블랙 3 (3D 효과)
- 헤밍웨이 & 겔혼 (3D 효과)
- 피부색깔=꿀색
- 마다가스카 3: 이번엔 서커스다!
- 메리다와 마법의 숲[73]
- 19곰 테드 (3D 효과)
- 아이스 에이지 4: 대륙 이동설
- 극장판 포켓몬스터 베스트위시: 큐레무 VS 성검사 케르디오 (3D 효과)
- 늑대아이 (3D 효과)
- 에코 플래닛 3D: 지구 구출 특급 대작전
- 새미의 어드벤쳐 2
- 팅커벨 4: 날개의 비밀
- 방과 후 미드나이터즈
- 바비 프린세스와 팝스타
- 파티공룡 렉스
- 비벌리 힐스 치와와 3 (3D 효과)
- 몬스터 호텔[74]
- 아수라
- 니코: 산타비행단의 모험
- 글래디에이터: 로마 영웅 탄생의 비밀
- 빌리와 용감한 녀석들 2
- 치즈를 곁들인 염소 이야기
- 극장판 스마일 프리큐어! 그림책 속은 모두 뒤죽박죽! (3D 효과)
- 009 사이보그
- 파이스토리 : 악당상어 소탕작전
- 주먹왕 랄프
- 브레이킹 던 part 2 (3D 효과)
- 에반게리온: Q (3D 효과)
- 가디언즈
- 다이노 타임
- 원피스 극장판 Z (3D 효과)
- 태양의 서커스 월드 어웨이 (3D 효과)

2013년
- 아바타 정글의 비밀
- 파란 우산
- 슈퍼노바 지구 탈출기
- 이디야와 얼음왕국의 전설
- 바비 인 더 핑크 슈즈
- 극장판 도라에몽: 진구의 비밀도구 박물관 (3D 효과)
- 극장판 프리큐어 올스타즈 뉴 스테이지 2 마음의 친구 (3D 효과)
- 크루즈 패밀리
- 드래곤볼 Z: 신들의 전쟁 (3D 효과)
- 명탐정 코난: 절해의 탐정 (3D 효과)
- 아이언맨 3 (3D 효과)
- 에픽: 숲속의 전설[75]
- 애프터 어스 (3D 효과)
- 오즈의 마법사: 돌아온 도로시
- 몬스터 대학교
- 슈퍼배드 2
- 극장판 포켓몬스터 베스트위시: 신의 속도 게노세크트, 뮤츠의 각성 (3D 효과)
- 터보
- 장난감이 살아있다
- 개구쟁이 스머프 2 (3D 애니메이션)
- 비행기
- 파티 센트럴
- 바비 마리포사와 요정 공주
- 혼스 (3D 효과)
- 캡틴 하록
- 저스틴
- 하늘에서 음식이 내린다면 2
- 타잔
- 바비와 동생들이 함께 하는 포니 테일
- 쿰바: 반쪽무늬 얼룩말의 대모험
- 극장판 두근두근! 프리큐어 마나가 결혼을!? 미래를 이어주는 희망의 드레스 (3D 효과)
- 터키
- 세이빙 산타
- 겨울왕국[76]
- 다이노소어 어드벤처 3D
- 쿠크하트: 시계심장을 가진 소년
- 썬더와 마법저택
- 개구리왕국

2014년
- 넛잡: 땅콩 도둑들
- 부니 베어: 롤라 구출 대모험
- 슈퍼미니
- 레고 무비
- 천재 강아지 미스터 피바디
- 몬스터 왕국
- 바비: 진주 공주
- Silent[77]
- 극장판 프리큐어 올스타즈 뉴 스테이지 3 영원의 친구 (3D 효과)
- 윈드랜드
- 팅커벨 5: 해적 요정
- 리오 2
- 명탐정 코난: 이차원의 저격수 (3D 효과)
- 행복배달부 팻아저씨
- 밀리언 웨이즈 (3D 효과)
- 말레피센트 (3D 효과)
- 드래곤 길들이기 2
- 라바
- 세인트 세이야: 레전드 오브 생츄어리
- 트랜스포머: 사라진 시대 (3D 애니메이션)
- 인보카머스 (3D 효과)
- 비행기 2: 소방구조대
- 극장판 포켓몬스터 XY: 파괴의 포켓몬과 디안시 (3D 효과)
- 추억의 마니 (3D 효과)
- 닌자터틀
- 도라에몽: 스탠바이미[78]
- 바비와 비밀의 문
- 심연의 신비
- 빌리와 용감한 녀석들 3
- 마야
- 박스트롤 (3D 효과)
- 일곱난쟁이
- 정글히어로
- 극장판 해피니스 차지 프리큐어! 인형 나라의 발레리나 (3D 효과)
- 마놀로와 마법의 책
- 빅 히어로
- 마다가스카의 펭귄
- 아스테릭스: 신들의 전당
- 패딩턴
- 태평륜 (3D 효과)
- 더 피라미드
- 팅커벨 6: 네버비스트의 전설
- 박물관이 살아있다: 비밀의 무덤 (3D 효과)
- 극장판 요괴워치: 탄생의 비밀이다냥! (3D 효과)

2015년
- 바비의 프린세스 파워
- 스트레인지 매직
- 부니베어: 브램블의 신비한 모험
- 옐로우버드
- 스폰지밥 3D (3D 애니메이션)
- 레전드 오브 래빗: 불의 전설
- 극장판 도라에몽: 진구의 우주영웅기~스페이스 히어로즈~ (3D 효과)
- 극장판 프리큐어 올스타즈 봄의 카니발♪ (3D 효과)
- 홈
- 드래곤볼 Z: 부활의 F (3D 효과)
- 명탐정 코난: 화염의 해바라기 (3D 효과)
- 쥬라기 월드 (3D 효과)
- 샌제이즈 슈퍼 팀
- 인사이드 아웃
- 터미네이터 제니시스 (3D 효과)
- 신서유기 : 몽키킹의 부활
- 미니언즈
- 포켓몬 더 무비 XY: 후파: 광륜의 초마신 (3D 효과)
- 픽셀 (3D 효과)
- 어린 왕자 (3D 애니메이션)
- 라일리의 첫번째 데이트?
- 바비의 락앤로열
- 몬스터 호텔 2
- 바비의 퍼피 대모험
- 감바의 대모험
- 뮨: 달의 요정
- 구스범스 (3D 효과)
- 극장판 Go! 프린세스 프리큐어 Go!Go!! 호화 3편!!! (3D 효과)
- 아브릴과 조작된 세계 (3D 애니메이션)
- 스누피: 더 피너츠 무비
- 정글북: 마법 원정대
- 스노우타임
- 굿 다이노
- 스타워즈: 깨어난 포스[79] (3D 효과)
- 앨빈과 슈퍼밴드: 악동 어드벤처 (3D 애니메이션)
- 스타워즈: 깨어난 포스 (3D 효과)
- 부그와 엘리엇: 늑대 인간의 공포
- 극장판 요괴워치: 염라대왕과 5개의 이야기다냥! (3D 효과)

2016년
- 바비 스파이 삼총사
- 빅[80]
- 판타스틱 부니베어
- 슈퍼 버드
- 쿵푸 팬더 3[81]
- 갓 오브 이집트 (3D 효과)
- 슈퍼 프렌즈
- 주토피아
- 키코리키: 황금모자의 비밀
- 극장판 프리큐어 올스타즈 모두 함께 노래하다♪ 기적의 마법! (3D 효과)
- 로빈슨 크루소
- 정글북[82] (3D 애니메이션)
- 명탐정 코난: 순흑의 악몽 (3D 효과)
- 스파키
- 매직울프
- 갤럭시 히어로즈: 라쳇 앤 클랭크
- 앵그리버드 더 무비[83]
- 거울 나라의 앨리스 (3D 애니메이션)
- 닌자터틀: 어둠의 히어로 (3D 애니메이션)
- 파이퍼
- 도리를 찾아서[84]
- 인디펜던스 데이: 리써전스 (3D 효과)
- 마이 리틀 자이언트[85] (3D 효과)
- 드림 쏭
- 마이펫의 이중생활
- 킹스글레이브: 파이널 판타지 XV
- 포켓몬 더 무비 XY&Z: 볼케니온: 기계왕국의 비밀 (3D 효과)
- 아이스 에이지: 지구 대충돌
- 원피스 필름 골드 (3D 효과)
- 봉신연의: 영웅의 귀환 (3D 효과)
- 루돌프와 많이있어
- 소시지 파티
- 피터와 드래곤 (3D 애니메이션)
- 쿠보와 전설의 악기 (3D 애니메이션)
- 너의 이름은. (3D 효과)
- 바비의 스페이스 어드벤처
- 아기배달부 스토크
- 마이펫 오지
- 간츠: 오
- 바비와 자매들의 퍼피 체이스
- 양말요정 휴고의 대모험
- 극장판 마법사 프리큐어! 기적의 변신! 큐어 모후룬! (3D 효과)
- 트롤[86]
- 모아나[87]
- 발레리나
- 극장판 요괴워치: 하늘을 나는 고래와 더블세계다냥! (3D 애니메이션)
- 씽
- 몬스터 트럭

2017년
- 서핑 업 2: 웨이브 마니아
- 웅출몰기환공간
- 바비의 비디오 게임 히어로
- 사하라
- 레고 배트맨 무비
- 루
- 극장판 도라에몽: 진구의 남극 꽁꽁 대모험 (3D 효과)
- 래빗 스쿨
- 미녀와 야수 (3D 효과)
- 극장판 프리큐어 드림스타즈! (3D 효과)
- 보스 베이비
- 스머프: 비밀의 숲
- 명탐정 코난: 진홍의 연가 (3D 효과)
- 오즈: 신기한 마법가루
- 엘리펀트킹 덤보
- 꼬마참새 리차드: 아프리카 원정대
- 딥
- 블레임
- 몬스터 랜드
- 레지던트 이블: 벤데타
- 캡틴 언더팬츠
- 애니멀 크래커
- 카 3: 새로운 도전
- 트랜스포머: 최후의 기사 (3D 효과)
- 슈퍼배드 3[88]
- 극장판 포켓몬스터: 너로 정했다! (3D 효과)
- 토이무비: 미래대모험
- 빅풋 주니어
- 이모티: 더 무비
- 넛잡 2
- 몬스터 패밀리
- 테드: 미다스 황금손의 비밀
- 박물관이 진짜 살아있다
- 바비: 마법의 돌고래
- 레고 닌자고 무비
- 리틀 뱀파이어 3D
- 마이 리틀 포니: 더 무비 (3D 효과)
- 커다랗고 커다랗고 커다란 배
- 스페이스 치킨: 마법 부적의 비밀
- 직쏘 (3D 효과)
- 극장판 키라키라☆프리큐어 아라모드 파릿토! 추억의 밀푀유![89] (3D 효과)
- 몬스터 하우스
- 패딩턴 2 (3D 애니메이션)
- 더 크리스마스
- 코코[90]
- 숲속왕국의 꿀벌 여왕
- 스타워즈: 라스트 제다이 (3D 효과)
- 페르디난드[91]

2018년
- 플로이
- 피터 래빗 (3D 효과)
- 신밧드와 마법 양탄자
- 블랙 팬서[92]
- 이별의 아침에 약속의 꽃을 장식하자
- 마야2
- 몬스터 파크
- 극장판 도라에몽: 진구의 보물섬 (3D 효과)
- 구스 베이비
- 더 프린세스: 도둑맞은 공주
- 극장판 프리큐어 슈퍼스타즈! (3D 효과)
- 셜록 놈즈
- 명탐정 코난: 제로의 집행인 (3D 효과)
- 바오
- 배트맨 닌자 (3D 애니메이션)
- 한 솔로: 스타워즈 스토리 (3D 효과)
- 인크레더블 2[93]
- 쥬라기 월드: 폴른 킹덤[94] (3D 효과)
- 몬스터 호텔 3
- 극장판 포켓몬스터: 모두의 이야기 (3D 효과)
- 미래의 미라이 (3D 효과)
- 곰돌이 푸 다시 만나 행복해 (3D 효과)
- 나의 히어로 아카데미아 더 무비: 두 명의 히어로 (3D 효과)
- 소피와 드래곤: 마법책의 비밀
- 넥스트 젠
- 스몰풋
- 베놈 (3D 효과)
- 파리의 딜릴리 (3D 애니메이션)
- 구스범스: 몬스터의 역습 (3D 애니메이션)
- 동키 킹
- 극장판 허긋토! 프리큐어♡두 사람은 프리큐어 올스타즈 메모리즈[95] (3D 효과)
- 그린치[96]
- 주먹왕 랄프 2: 인터넷 속으로[97]
- 아스테릭스: 마법 물약의 비밀
- 슈퍼 레이스
- 스파이더맨: 뉴 유니버스 (3D 애니메이션)
- 드래곤볼 슈퍼: 브로리 (3D 효과)
- 범블비 (3D 효과)

2019년
- 드래곤 길들이기 3
- 크레이지 에일리언 (3D 효과)
- 레고 무비 2
- 극장판 도라에몽: 진구의 달 탐사기 (3D 효과)
- 원더랜드
- 극장판 프리큐어 미라클 유니버스 (3D 효과)
- 덤보 (3D 효과)
- 명탐정 코난: 감청의 권 (3D 효과)
- 어글리돌
- 명탐정 피카츄 (3D 애니메이션)
- 알라딘 (3D 효과)
- 마이펫의 이중생활 2
- 스파이즈
- 토이 스토리 4[98]
- 극장판 포켓몬스터 뮤츠의 역습 EVOLUTION[99]
- 드래곤 퀘스트: 유어 스토리
- 라이온 킹
- 날씨의 아이 (3D 효과)
- 나타지마동강세
- 앵그리 버드 2: 독수리 왕국의 침공
- 플레이모빌: 더 무비
- 밀리언 달러 트러블
- 원피스 스탬피드 (3D 효과)
- 도라와 잃어버린 황금의 도시 (3D 효과)
- 스노우 몬스터
- 엘프
- 아담스 패밀리
- 말레피센트 2 (3D 효과)
- 극장판 스타☆트윙클 프리큐어 별의 노래에 마음을 담아서 (3D 효과)
- 터미네이터: 다크 페이트 (3D 효과)
- 오즈의 마법사: 요술구두와 말하는 책
- 아틱 저스티스: 썬더 스쿼드
- 내 몸이 사라졌다
- 클라우스
- 겨울왕국 2[100]
- 루팡 3세: 더 퍼스트
- 슈퍼펫
- 스타워즈: 라이즈 오브 스카이워커 (3D 효과)
- 나의 히어로 아카데미아 더 무비: 히어로즈:라이징 (3D 효과)
- 라떼 앤 더 매직 워터스톤
- 스파이 지니어스

2020년
- 드림빌더
- 수퍼 소닉 (3D 애니메이션)
- 콜 오브 와일드 (3D 효과)
- 온워드: 단 하루의 기적
- 트롤: 월드 투어[101]
- 윌러비 가족
- 스쿠비!
- 100% 울프: 푸들이 될 순 없어
- 빅풋 주니어 2: 패밀리가 떴다
- 극장판 도라에몽: 진구의 신공룡 (3D 효과)[102]
- 피어리스
- 스폰지밥 무비: 핑핑이 구출 대작전
- 바비의 프린세스 어드벤처
- 매직아치
- 드래곤 라이더
- 극장판 귀멸의 칼날: 무한열차편 (3D 효과)
- 오버 더 문
- 극장판 프리큐어 미라클 리프 모두에게 이상한 하루 (3D 효과)
- 꼬마 마법사 레미 : 견습 마법사를 찾아서[103][104] (3D 효과)
- 도라에몽: 스탠바이미 2[105][106][107]
- 크루즈 패밀리: 뉴 에이지
- 소울
- 극장판 포켓몬스터: 정글의 아이, 코코 (3D 효과)
- 아야와 마녀[108]

2021년
- 마야 3: 숲속 왕국의 위기
- 극장판 미소녀 전사 세일러문 이터널 (3D 효과)
- 위시 드래곤
- 스트레스 제로
- 애니멀 체인지
- 신신방: 나타중생
- 익스틴트
- 아인보: 아마존의 전설
- 라야와 마지막 드래곤
- 신 에반게리온 극장판 (3D 효과)
- 마법 관리국과 비밀 요원들
- 극장판 힐링굿♥프리큐어 꿈의 마을에서 큥!하고 GoGo! 대변신!! (3D 효과)
- 피터 래빗 2: 파 프롬 가든 (3D 효과)
- 바비와 첼시: 사라진 생일
- 명탐정 코난: 비색의 탄환 (3D 효과)
- 미첼 가족과 기계 전쟁
- 스파이럴 (3D 효과)
- 리버댄스: 애니메이션 어드벤처
- 스피릿
- 시도니아의 기사 : 사랑을 잣는 별 (3D 애니메이션)
- 루카
- 걸리버 리턴즈
- 문바운드
- 천하무적 멍멍기사
- 보스 베이비 2
- 스페이스 잼: 새로운 시대 (3D 애니메이션)
- 용과 주근깨 공주 (3D 효과)
- 트롤헌터: 라이즈 오브 타이탄
- 특수요원 빼꼼
- 80일간의 세계일주
- 매드 갓 (3D 효과)
- 퍼피 구조대 더 무비
- 바비: 빅 시티, 빅 드림스
- 극장판 마이 리틀 포니: 새로운 희망[109][110][111]
- 아담스 패밀리 2
- 미녀와 야수: 마법에 걸린 왕자
- 고장난 론
- 몬스터 패밀리2
- 극장판 트로피컬 루즈! 프리큐어 눈의 프린세스와 기적의 반지! (3D 효과)
- 클리포드 더 빅 레드 독 (3D 효과)
- 엔칸토: 마법의 세계
- 미키와 미니의 크리스마스 소원
- 비보의 살아있는 모험
- 윔피 키드
- 우리 함께 아웃백으로![112]
- 럼블
- 씽2게더[113]
- 매트릭스: 리저렉션 (3D 효과)
- 극장판 주술회전 0 (3D 효과)
- 씰벤져스: 용감한 바다특공대

2022년
- 몬스터 호텔 4: 뒤바뀐 세계
- 아이스 에이지: 벅의 대모험
- 파이어하트
- 치킨래빗: 잃어버린 보물을 찾아서
- 극장판 도라에몽: 진구의 우주소전쟁 리틀스타워즈 2021 (3D 효과)
- 수퍼 소닉 2 (3D 애니메이션)
- 명탐정 코난: 할로윈의 신부
- 배드 가이즈
- 쥬라기 월드: 도미니언 (3D 효과)
- 드래곤볼 슈퍼: 슈퍼 히어로
- 버즈 라이트이어
- 씨 비스트
- 미니언즈 2
- 블레이징 사무라이
- DC 리그 오브 슈퍼-펫
- 럭
- 원피스 필름 레드 (3D 효과)
- 테드：에메랄드 타블렛의 비밀
- 바비 머메이드 파워
- 극장판 딜리셔스 파티♡프리큐어 꿈꾸는♡어린이 런치! (3D 효과)
- 엔터갤럭틱
- 블랙 아담 (3D 효과)
- 라일 라일 크로커다일 (3D 애니메이션)
- 바비: 모험을 떠나요
- 어메이징 모리스
- 스즈메의 문단속
- 스크루지: 크리스마스 캐럴
- 스트레인지 월드
- 윔피 키드: 로드릭 형의 법칙
- 더 퍼스트 슬램덩크 (3D 효과)
- 아바타: 물의 길 (3D 효과)
- 장화신은 고양이: 끝내주는 모험[114][115][116][117]

2023년
- 부니 베어: 가디언 코드
- 마브카 : 숲의 노래
- 극장판 도라에몽: 진구와 하늘의 유토피아 (3D 효과)
- 바비와 스키퍼의 베이비시팅 대모험
- 슈퍼 마리오 브라더스
- 명탐정 코난: 흑철의 어영 (3D 효과)
- 인어공주 (3D 애니메이션)
- 스파이더맨: 어크로스 더 유니버스
- 트랜스포머: 비스트의 서막 (3D 애니메이션)
- 엘리멘탈
- 니모나
- 틴에이지 크라켄 루비
- 레이디버그와 블랙캣: 각성
- 레지던트 이블: 데스 아일랜드
- 닌자터틀: 뮤턴트 대소동
- 스트레이스 (3D 애니메이션)
- 몽키킹
- 극장판 프리큐어 올스타즈 F (3D 효과)
- 쏘우 X (3D 효과)
- 퍼피 구조대: 더 마이티 무비
- 트롤 밴드 투게더[118]
- 레오[119]
- 위시[120][121]
- 인투 더 월드[122][123]
- 도티와 영원의 탑

2024년
- 내 친구 어둠
- 쿵푸팬더 4
- 이프: 상상의 친구 (3D 애니메이션)
- 가필드: 우유 원정대
- 인사이드 아웃 2
- 슈퍼배드 4
- 해럴드와 보라색 크레용 (3D 애니메이션)
- 패딩턴 인 페루 (3D 애니메이션)
- 모아나 2
- 수퍼 소닉 3 (3D 애니메이션)
- 무파사: 라이온 킹 (3D 애니메이션)

2025년
- 엘리오

## 텔레비전
- 입체동화 이솝이야기
- Les Quarxs
- 음악 판타지 꿈
- 세서미 스트리트 (3D 효과 + 3D 애니메이션)
- 야채극장 베지테일
- CEC TV (3D 효과)
- 컴퓨터 용사 가디언
- Little Star (3D 애니메이션)
- 인섹터
- 심슨 가족 (3D 효과)
- Fabulicious Day (3D 애니메이션)
- 동키콩
- 블루스 클루스 (3D 효과)
- 비스트 워즈
- 꼬꼬마 텔레토비 (3D 효과)
- 사우스 파크 (3D 효과)
- 바니와 친구들 (3D 효과 + 3D 애니메이션)
- 춤추는 젤라비
- 스마트 플래닛 2000
- 위글스 (3D 효과 + 3D 애니메이션)
- 별나라 친구 올리
- 꼬마 비행기 제이제이 (3D 애니메이션)
- 엘모의 세계[124] (3D 효과 + 3D 애니메이션)
- 디지털 몬스터 (3D 효과)
  - 디지몬 어드벤처
  - 파워 디지몬
  - 디지몬 테이머즈
  - 디지몬 프론티어
  - 디지몬 세이버즈
  - 디지몬 크로스워즈
  - 어플몬스터
  - 디지몬 어드벤처:
  - 디지몬 고스트 게임
- 퓨처라마 (3D 효과)
- 건담 시리즈 (3D 효과 + 3D 애니메이션)
  - 턴에이 건담
  - 기동전사 건담 SEED
  - SD 건담 포스
  - 기동전사 건담 MS IGLOO
  - 기동전사 건담 SEED DESTINY
  - 기동전사 건담 더블 오
  - 기동전사 건담 UC
  - 기동전사 건담 AGE
  - 건담 빌드 파이터즈
  - 건담 G의 레콘키스타
  - 건담 빌드 파이터즈 트라이
  - 기동전사 건담 THE ORIGIN
  - 기동전사 건담 철혈의 오펀스
  - 기동전사 건담 UC RE:0096
  - 건담 빌드 다이버즈
  - 기동전사 건담 THE ORIGIN 전야 붉은 혜성
  - 기동전사 건담 수성의 마녀
- 네모바지 스폰지밥 (3D 효과)
- 조이드 (3D 효과)
  - 기수신세기 조이드
  - 조이드 신세기 슬래시 제로
  - 조이드 퓨저스
  - 조이드 제네시스
  - 조이드 와일드
- 비스트 머신즈
- 포켓몬스터 애니메이션 시리즈 (3D 효과)
  - 포켓몬스터
  - 포켓몬스터 AG
  - 포켓몬스터 DP
  - 포켓몬스터 베스트위시
  - 포켓몬스터 XY
  - 포켓몬스터 썬&문
  - 포켓몬스터 W
  - 포켓몬스터 W: 내 꿈은 포켓몬마스터
  - 포켓몬스터
- 겁쟁이 강아지 커리지 (3D 효과)
- Wemmicks
- 베이비 아인슈타인 (3D 효과 + 3D 애니메이션)
- 곰돌이 푸[125]
- 우주 스파이 짐 (3D 효과)
- 레카
- 패밀리 가이 (3D 효과)
- 큐빅스
- The Wheels on the Bus[126]
- 별의 커비 (3D 효과)
- 스페릭스
- 티미의 못말리는 수호천사 (3D 효과)
- 젠트릭스
- 해피 플래닛의 모험
- 천재소년 지미 뉴트론
- 트랜스포머 아마다 (3D 효과)
- 노디야 놀자
- 춤추는 빅베어 (3D 효과)
- Hermie and Friends
- 느낌표 구조대
- The Good Sports Gang
- 스파이더맨 신 애니메이션 시리즈
- 코드 료코 (3D 애니메이션)
- 강철의 연금술사 (3D 효과)
- 원피스 (3D 효과)
- 미드나잇 호러 스쿨
- 뽀롱뽀롱 뽀로로
- 직스 (3D 애니메이션)
- 트랜스포머 에너존 (3D 효과)
- 윙스 클럽 (3D 효과 + 3D 애니메이션)
- 프리큐어 시리즈 (3D 효과 + 3D 애니메이션)
  - 빛의 전사 프리큐어
  - 프리큐어 Max Heart
  - 프리큐어 Splash Star
  - Yes! 프리큐어5
  - Yes! 프리큐어 5 GoGo!
  - 후레쉬 프리큐어!
  - 하트캐치 프리큐어!
  - 스위트 프리큐어♪
  - 스마일 프리큐어!
  - 심쿵! 프리큐어
  - 해피니스 프리큐어!
  - Go! 프린세스 프리큐어
  - 마법사 프리큐어!
  - 키라키라☆프리큐어 아라모드
  - 허긋토! 프리큐어
  - 스타☆트윙클 프리큐어
  - 힐링굿♡프리큐어
  - 트로피컬 루즈! 프리큐어
  - 딜리셔스 파티♡프리큐어
  - 펼쳐지는 스카이! 프리큐어[127][128]
  - 원더풀 프리큐어!
- 로보짱 큐빅스
- 아쿠아키즈
- 범퍼킹 재퍼
- 프라이드의 아버지
- 미스 스파이더와 개구쟁이들
- 히글리타운의 영웅들
- 용의 전설 드래곤부스터
- 꾸러기 상상여행
- Hugglers[129]
- 트랜스포머 사이버트론 (3D 효과)
- Alien Bazar
- 네포스 나포스
- 아메리칸 대드! (3D 효과)
- 아바타: 아앙의 전설 (3D 효과)
- 호기심 대장 포코요
- 섀도우파이터
- The Roach Approach[130]
- Planet Sketch
- Les Cotoons
- Get Ed
- 블러드+ (3D 효과)
- 리틀 아인슈타인 (3D 효과)
- 제인과 드래곤
- BOZ the Bear
- Raggs (3D 애니메이션)
- 기상천외 오드 패밀리
- 스즈미야 하루히의 우울 (3D 효과)
- 아이언 키드
- 블랙 라군 (3D 효과)
- 오반 스타 레이서즈 (3D 효과)
- 미키마우스 클럽하우스
- Galactik Football
- 아쿠아 엔젤스 (3D 효과)
- 핑키 스트리트 (3D 애니메이션)
- Team Galaxy
- Ozie Boo !
- Manon
- 실크로드 소년 유트
- 만능 수리공 매니
- 뚜루뚜루 룹디두
- 선물공룡 디보
- 크리스탈요정 지스쿼드
- 빼꼼
- 꼬꼬마 꿈동산 (3D 효과)
- 러키☆스타 (3D 효과)
- 라라의☆스타일기 (3D 효과 + 3D 애니메이션)
- 따라해요 붐치키붐
- 내 친구 티거와 푸
- 스톰 호크
- 샘샘은 꼬마 슈퍼맨
- Ondino
- 치로와 친구들
- 원시소년 탁과 마법사 주주
- 슈퍼와이
- Bo on the Go!
- 두발네발 반야드
- 몬스터 버스터 클럽
- Acqua in bocca
- 냉장고 나라 코코몽
- 유희왕 (3D 효과)
  - 유희왕 5D's
  - 유희왕 ZEXAL
  - 유희왕 ARC-V
  - 유희왕 VRAINS
  - 유희왕 SEVENS
  - 유희왕 고 러시!!
- 파이어볼
- 꼬잉꼬잉 이솝극장
- 마스터 레인드롭
- 로보디즈 -RoboDz- 풍운편
- 가필드 쇼
- 비키와 조니
- 꼬마 과학자 시드
- 변신로봇5
- Pinky Dinky Doo[131]
- 칙칙폭폭 처깅턴
- 스타워즈: 클론 전쟁
- 카 툰: 메이터의 놀라운 이야기
- 출동! 소방관 샘
- 마다가스카의 펭귄
- 피니와 퍼브 (3D 효과)
- Zeke's Pad
- 마샤와 곰
- 아이언맨
- Bunny Maloney
- 케이온! (3D 효과)
- 특수요원 오소
- Bouge avec Mimik (3D 애니메이션)
- 강철의 연금술사 BROTHERHOOD (3D 효과)
- 외계인 붐
- 웨이블루 (3D 애니메이션)
- 따개비 루
- 뚜바뚜바 눈보리
- 아기 공룡 버디
- 안젤리나 발레리나
- 정글 대탐험
- 다마고치! (3D 효과)
- 팬보이 & 첨첨
- 수학특공대 우미주미 (3D 효과)
- 뚝딱마을 통통아저씨
- 쥬얼 펫 (3D 효과)
  - 쥬얼 펫 트윙클☆
  - 쥬얼 펫 선샤인
  - 쥬얼 펫 스파클링☆데코
  - 쥬얼 펫 해피니스
  - 레이디 쥬얼 펫
  - 쥬얼 펫 매지컬 체인지
- 리루프릿 (3D 효과)
- Angelo la Débrouille
- 변신자동차 또봇
- 우당탕탕 아이쿠
- 드림킥스
- 클로이의 요술 옷장 (3D 효과)
- 부릉! 부릉! 브루미즈
- 꼬마버스 타요
- PopPixie (3D 효과)
- MAD (3D 효과)
- 히어로 팩토리
- 우주모험 플래닛 쉰
- 비밀요원 터프퍼피 (3D 효과)
- 바다 탐험대 옥토넛
- 스트로베리 쇼트케이크: 베리 비티 어드벤처
- 정근북
- Les Légendes de Tatonka
- 트랜스포머 프라임
- 어린 왕자
- 마법소녀 마도카☆마기카 (3D 효과)
- 레고 닌자고
- 버블버블 인어친구들
- 로보카폴리
- 캐니멀
- 꼬마 거북프 랭클린
- 방가방가 햄토리 (3D 효과 + 3D 애니메이션)
- 핀과 제이크의 어드벤처 타임 (3D 효과)
- 프리티 시리즈 (3D 효과 + 3D 애니메이션)
  - 프리티 리듬: 오로라 드림
  - 프리티 리듬: 디어 마이 퓨처
  - 꿈의 라이브 프리즘스톤
  - 프리티 리듬: 올스타 셀렉션
  - 프리파라
  - 아이돌타임 프리파라
  - 반짝이는 프리☆채널
  - 아이돌랜드 프리파라
  - 와츄 프리매직!
- 바나나 인 파자마
- Clanners
- 블러드-C (3D 효과)
- 마법천자문
- 꼬마기사 마이크
- 쿵푸 팬더: 전설의 마스터
- 피쉬와 칩스
- 미니의 리본 가게
- 미아 앤 미 (3D 애니메이션)
- 마이 리틀 포니: 우정은 마법 (3D 효괴)
- 폭풍우 치는 밤에
- 도라 디 익스플로러 (3D 효과)
- 꼬마의사 맥스터핀스
- 곤
- 내 친구 호비 (3D 애니메이션)
- 트론: 업라이징
- 시계마을 티키톡!
- 괴짜가족 괴담일기 (3D 효과)
- 슬러그테라
- 마야의 모험
- 돌연변이 특공대 닌자 거북이
- 아이카츠! (3D 효과 + 3D 애니메이션)
  - 아이 엠 스타!
  - 아이카츠 스타즈!
  - 아이카츠 프렌즈!
  - 아이카츠 온 퍼레이드!
  - 아이카츠 플래닛!
- 치링치링 시크릿 쥬쥬
- 피터 래빗
- 러브 라이브! (3D 효과 + 3D 애니메이션)
  - 러브 라이브!
  - 러브 라이브! 선샤인!!
  - 러브 라이브! 니지가사키 학원 스쿨 아이돌 동호회
  - 러브 라이브! 슈퍼스타!!
  - 환일의 요하네 -SUNSHINE in the MIRROR-
- 리틀 프린세스 소피아
- 키마의 전설
- 헨리 허글 몬스터
- 놀이터 구조대, 뽀잉
- 몬스터 vs 에이리언
- 맥스 스틸
- 아기종벌레 포포
- 팩맨과 유령의 모험
- 래비즈 엽기토끼의 침공
- 퍼피 구조대
- 킬라킬 (3D 효과)
- 푸른 강철의 아르페지오
- 출동! 슈퍼윙스
- 보안관 칼리의 서부 모험
- 두다다쿵
- 요괴워치 (3D 효과 + 3D 애니메이션)
  - 요괴워치
  - 요괴워치 섀도우 사이드
  - 요괴워치!
- 닐로야
- 잭과 팡
- 스푸키즈
- 원더볼즈
- 피기 테일즈
- 시도니아의 기사
- 헬로 카봇
- 바이클론즈
- 미니특공대
- 명탐정 피트 (3D 애니메이션)
- 블레이즈와 몬스터 머신
- 산적의 딸 로냐
- 소닉 툰
- 베지테일 인 더 하우스
- 엉뚱발랄 콩순이와 친구들
- 줄리언 대왕 만세
- 하이디
- 리틀 차머스
- 장화 신은 고양이의 신나는 모험
- 로봇트레인
- 로빈 후드: 미스치프 인 셔우드
- 앨빈과 슈퍼밴드
- 트랜스포머 어드벤처 (3D 효과)
- 쇼 바이 락!! (3D 효과 + 3D 애니메이션)
- 토킹톰 앤 프렌즈
- 로스트 인 오즈
- 그리지와 레밍스
- 다이노트럭스
- 로보텍스
- 정글에서 살아남기
- 미라큘러스: 레이디버그와 블랙캣
- 골디와 곰돌이
- Oum le dauphin blanc
- 출동! 파자마 삼총사
- 디센던츠: 악동들의 세상
- 고 제터스
- 포플스
- 좀비덤
- Bug Rangers[132]
- 써니 버니
- 넥소 나이츠
- 생일왕국의 프린세스 프링
- 아인
- 숲의 요정 페어리루 (3D 효과)
- 리틀 피플
- 파워배틀 와치카
- 레인보우 루비
- 캡슐보이
- 리갈 아카데미
- 용감한 소방차 레이
- 쉬머 앤 샤인
- 신나는 글자축제
- 비트벅스
- 엄마 까투리
- 다이노코어
- Mon chevalier et moi
- 소피 루비
- 코봇 지구를 지켜라
- 피라타는 꼬마해적
- 해적왕 작스톰
- 루나 피튜니아
- 레오와 티그
- 트롤헌터: 아카디아의 전설
- 미키와 카레이서 클럽
- BanG Dream! (3D 효과 + 3D 애니메이션)
- 베지테일 인 더 시티
- 지오메카
- 뚝딱맨
- 앵그리버드 블루스
- 롤러코스터보이 노리
- 퍼피독 친구들
- 스톤에이지
- 스피릿 라이딩 프리
- 뱅글스쿨
- 트루와 무지개 왕국
- 써니 데이 (3D 효과)
- 우리는 비트몬스터
- 몬카트
- 토이캅
- 리나는 뱀파이어
- 샤이닝 스타
- 젤리고
- 드래곤 에그
- 바비의 드림하우스 어드벤처
- 머펫 프렌즈
- 보스 베이비: 돌아온 보스
- 쥐라기캅스
- Lilybuds
- 꼬마탐정 토비와 테리
- 내 친구 코리리
- 또봇 V
- 멋쟁이 낸시 클랜시
- 꼬마 히어로 슈퍼잭
- 드래곤 프린스
- 스타워즈 저항군
- 44 캣츠
- 쿵푸팬더: 팬더 마을의 운명
- 버터빈스 카페
- 틴포
- 3 언더: 아카디아의 전설
- 애비 해처
- 피피루 안전특공대
- 브레드 이발소
- 출동! 애니멀 레스큐
- 필리 펀타지아
- 마이티 마이크
- 마법소녀 세이디
- 출동! 유후 구조대
- 시노스톤
- 아기를 부탁해! 토츠
- 레고 시티 어드벤처
- 핑크퐁 원더스타
- 레고 쥬라기 월드: 이슬라 누블라 섬의 전설
- 메타 러너
- 쫑알쫑알 똘똘이
- 미들 스쿨 모굴
- 출동! 드래곤 구조대
- 롱롱죽겠지?
- 미키마우스 뒤죽박죽 모험
- 더 베지테일 쇼
- 버추얼 가디언즈
- 꼬마 로켓티어
- 숲 속 친구 스토니즈
- 애코와 친구들
- 분노의 질주: 스파이 레이서
- 뛰뛰빵빵! 코리의 모험
- 캐치! 티니핑
- 왕실탐정, 미라
- 별빛 히어로 스타빔
- 레미와 부
- 시간여행자 루크
- 로보카폴리 쏭쏭뮤지엄
- 디어 런
- 위저드: 아카디아의 전설
- 마다가스카: 리틀 와일드
- 쥬라기 월드: 백악기 어드벤처
- 마이티 익스프레스
- 명탐정 핑크퐁과 호기
- '호기심 많은 로봇 더그의 모험'
- 개비의 매직 하우스 (3D 애니메이션)
- 판타스틱 공룡 랜드
- 달려라 멍멍아!
- 우당탕탕 은하안전단
- 스폰지밥의 코랄캠프
- 반짝반짝 달님이
- 개구쟁이 스머프
- 스타워즈: 배드 배치
- 꼬꼬 수호대
- 러그래츠
- 몬스터 근무일지
- 미키마우스 펀하우스
- 스파이디 그리고 놀라운 친구들
- 왓 이프...?
- 고스트포스
- 바다 탐험대 옥토넛 : 육지수호 대작전
- 카르마의 세상
- 마야와 3인의 용사
- 9개의 왕국
- 티티 체리
- 액션 팩
- 앨리스의 이상한 나라 베이커리
- 하프와 친구들
- 아이스 에이지: 스크랫 이야기
- 메카 빌더[133][134]
- 마이 리틀 포니: 나만의 마법[135][136][137][138][139]
- 유레카!
- 베이맥스!
- 쿵푸 팬더: 용의 기사
- 뒤죽박죽섬의 빅풋패밀리
- 빅 시티 그린 (3D 효과)
- 카 여행을 떠나요
- 배트윌스
- 긴급 구조 친구들
- 몬스터 하이
- 스타워즈: 테일즈 오브 더 제다이
- 주토피아+
- 헬로키티: 슈퍼 스타일!
- 소닉 프라임
- 내 친구 반인반어
- 꼬마공룡 크앙
- 프라몬 원정대
- 슈퍼키티스
- 프린세스 파워[140]
- 매직펜던트 대모험
- 꼬미마녀 라라
- 키야 & 키모자 히어로즈
- 코드네임 X
- 스타워즈: 어린 제다이의 모험
- 만스터맨션
- 바다 유니콘[141][142][143][144]
- 레인보우 버블젬
- 슈퍼트론
- 다이노스터
- 카비온
- 캡슐세이버
- 라이즈맨
- 유니콘 아카데미[145]
- 샤샤 앤 마일로
- 아이돌마스터 샤이니 컬러즈

## 비디오 게임
- 마리오
  - 슈퍼 마리오 64
  - 마리오 카트 64
  - 마리오 파티
  - 마리오 파티 2
  - 마리오 파티 3
  - 슈퍼 마리오 선샤인
  - 마리오 파티 4
  - 마리오 카트 더블 대시!!
  - 마리오 파티 5
  - 마리오 파티 6
  - 슈퍼 마리오 64 DS
  - 마리오 파티 7
  - 마리오 카트 DS
  - 뉴 슈퍼 마리오브라더스
  - 마리오 파티 8
  - 마리오 파티 DS
  - 슈퍼 마리오 Wii 갤럭시 어드벤처
  - 마리오 카트 Wii
  - 뉴 슈퍼 마리오브라더스 Wii
  - 슈퍼 마리오 Wii 2 갤럭시 어드벤처 투게더
  - 슈퍼 마리오 3D랜드
  - 마리오 카트 7
  - 마리오 파티 9
  - 뉴 슈퍼 마리오브라더스 2
  - 뉴 슈퍼 마리오브라더스 U
  - 슈퍼 마리오 3D 월드
  - 마리오 파티 아일랜드 투어
  - 마리오 카트 8
  - 마리오 파티 10
  - 슈퍼 마리오 런
  - 슈퍼 마리오 오디세이
  - 슈퍼 마리오 파티
  - 마리오 카트 투어
  - 마리오 카트 라이브: 홈 서킷
  - 퓨리 월드
  - 마리오 파티 슈퍼스타즈
  - 슈퍼 마리오브라더스 원더
- 바비
  - Barbie Fashion Designer
  - Adventures with Barbie: Ocean Discovery
  - Barbie Magic Hair Styler
  - Barbie Riding Club
  - Detective Barbie In the Mystery of the Carnival Caper!
  - Detective Barbie 2: The Vacation Mystery
  - Barbie: Race & Ride
  - Barbie Super Sports
  - Detective Barbie: The Mystery Cruise
  - Barbie: Explorer
  - Barbie Beach Vacation
  - Barbie Sparkling Ice Show
  - Kelly Club Pet Parade
  - 바비의 라푼젤: 어 크리에이티브 어드벤처
  - Barbie Beauty Boutique
  - Barbie Horse Adventures: Blue Ribbon Race
  - Barbie Horse Adventures: Mystery Ride
  - Barbie Horse Adventures: Wild Horse Rescue
  - 바비의 백조의 호수: 더 인챈티드 포레스트
  - Barbie Mermaid Adventure
  - Barbie Fashion Show
  - 바비의 공주와 거지
  - 바비와 마법의 페가수스
  - 바비 12명의 춤추는 공주 이야기
  - 바비 다이어리: 하이 스쿨 미스터리
  - 바비 에즈 더 아일랜드 프린세스
  - Barbie Fashion Show: An Eye for Style
  - Barbie Horse Adventures: Riding Camp
  - 바비와 삼총사
  - Barbie: Groom and Glam Pups
  - Barbie: Jet, Set & Style!
  - Barbie Dreamhouse Party
  - Barbie & Her Sisters: Puppy Rescue
  - 바비 드림토피아 - 매지컬 헤어
  - 바비의 드림하우스 어드벤처[146][147]
- 젤다의 전설
  - 젤다의 전설 시간의 오카리나
  - 젤다의 전설 무쥬라의 가면
  - 젤다의 전설 바람의 지휘봉
  - 젤다의 전설 황혼의 공주
  - 젤다의 전설 시간의 오카리나 3D
  - 젤다의 전설 스카이워드 소드
  - 젤다의 전설 신들의 트라이포스 2
  - 젤다의 전설 무쥬라의 가면 3D
  - 젤다의 전설 브레스 오브 더 와일드
  - 젤다의 전설 꿈꾸는 섬 (2019년판)
  - 젤다의 전설 티어스 오브 더 킹덤
- 드래곤 퀘스트
  - 드래곤 퀘스트 VIII: 하늘과 바다와 땅과 저주받은 공주
  - 드래곤 퀘스트 IX: 별하늘의 수호자
  - 드래곤 퀘스트 X
  - 드래곤 퀘스트 XI: 지나간 시간을 찾아서
- 파이널 판타지
  - 파이널 판타지 VII
  - 파이널 판타지 VIII
  - 파이널 판타지 IX
  - 파이널 판타지 X
  - 파이널 판타지 XI
  - 파이널 판타지 XII
  - 파이널 판타지 XIII
  - 파이널 판타지 XIV (원본)
  - 파이널 판타지 XIV
  - 파이널 판타지 XV
  - 파이널 판타지 XVI
- 소닉 더 헤지혹
  - 소닉 더 파이터즈
  - 소닉 3D 블래스트
  - 소닉 R
  - 소닉 어드벤처
  - 소닉 셔플
  - 소닉 어드벤처 2
  - 소닉 히어로즈
  - 섀도 더 헤지호그
  - 소닉 라이더즈
  - 소닉 더 헤지혹 (2006년판)
  - 소닉 라이벌즈
  - 소닉과 비밀의 링
  - 소닉 라이벌즈 2
  - 소닉 라이더즈: 제로 그래비티
  - 소닉 언리시트
  - 소닉과 암흑의 기사
  - 소닉 & 세가 올스타즈 레이싱
  - 소닉 더 헤지호그 4: 에피소드 1
  - 소닉 프리 라이더즈
  - 소닉 컬러즈
  - 소닉 제너레이션즈
  - 소닉 더 헤지호그 4: 에피소드 2
  - 소닉 & 올스타즈 레이싱 트랜스폼드
  - 소닉 대시
  - 소닉 로스트 월드
  - 소닉 붐 라이즈 오브 리릭
  - 소닉 붐 섀터드 크리스털
  - 소닉 러너즈
  - 소닉 붐 파이어 & 아이스
  - 소닉 러너즈 어드벤처
  - 소닉 포시즈
  - 팀 소닉 레이싱
  - 소닉 프론티어
  - 소닉 슈퍼스타즈
- NHL 시리즈
  - NHL 96
  - NHL 97
  - NHL 98
  - NHL 99
  - NHL 2000
  - NHL 2001
  - NHL 2002
  - NHL 2003
  - NHL 2004
  - NHL 2005
  - NHL 06
  - NHL 07
  - NHL 08
  - NHL 09
  - NHL 10
  - NHL 11
  - NHL 12
  - NHL 13
  - NHL 14
  - NHL 15
  - NHL 16
  - NHL 17
  - NHL 18
  - NHL 19
  - NHL 20
  - NHL 21
  - NHL 22
  - NHL 23
  - NHL 24
- 별의 커비
  - 별의 커비 64
  - 커비의 에어라이드
  - 털실 커비 이야기
  - 별의 커비 Wii
  - 별의 커비 트리플 디럭스
  - 터치! 커비 슈퍼 레인보우
  - 별의 커비 로보보 플래닛
  - 커비 배틀 디럭스!
  - 별의 커비 스타 얼라이즈
  - 커비 파이터즈 2
  - 별의 커비 디스커버리
  - 커비의 드림 뷔페
- 헬로키티
  - 헬로키티의 Cube de Cute
  - 헬로키티 화이트 프레젠트
  - 헬로키티의 러블리 후르츠 파크
  - 헬로키티의 매지컬 블럭
  - 헬로키티의 소리나는 메일
  - 헬로키티의 두근두근 쿠키즈
  - 헬로키티의 피코피코 대략!
  - 헬로키티 빅 시티
  - 헬로 키티와 마법의 에이프런 ~산리오 캐릭터 대집합!~
  - 헬로키티 시즌즈
  - 헬로키티와 마법의 에이프런 리듬 쿠킹♪
  - 헬로키티와 산리오 캐릭터즈 월드 락 투어
  - 헬로키티의 반짝반짝 두근두근 레이스
- FIFA
  - FIFA 97
  - FIFA: 로드 투 월드컵 98
  - 월드컵 98
  - FIFA 99
  - FIFA 2000
  - FIFA 2001
  - FIFA 풋볼 2002
  - 2002 FIFA 월드컵
  - FIFA 풋볼 2003
  - FIFA 풋볼 2004
  - FIFA 풋볼 2005
  - FIFA 스트리트
  - FIFA 06
  - FIFA 스트리트 2
  - 2006 FIFA 월드컵
  - FIFA 07
  - FIFA 08
  - FIFA 스트리트 3
  - FIFA 09
  - FIFA 10
  - 2010 FIFA 월드컵 남아프리카
  - FIFA 11
  - FIFA 12
  - FIFA 스트리트 (2012년판)
  - FIFA 13
  - FIFA 14
  - FIFA 월드
  - 2014 FIFA 월드컵 브라질
  - FIFA 15
  - FIFA 16
  - FIFA 17
  - FC 모바일
  - FIFA 18
  - FIFA 19
  - FIFA 20
  - FIFA 21
  - FIFA 22
  - FIFA 23
- 버추어 파이터
  - 버추어 파이터
  - 버추어 파이터 2
  - 파이터스 메가믹스
  - 버추어 파이터 3
  - 버추어 파이터 4
  - 버추어 파이터 5
- NBA Live
  - NBA Live 97
  - NBA Live 98
  - NBA Live 99
  - NBA Live 2000
  - NBA Live 2001
  - NBA Live 2002
  - NBA Live 2003
  - NBA Live 2004
  - NBA Live 2005
  - NBA Live 06
  - NBA Live 07
  - NBA Live 08
  - NBA Live 09
  - NBA Live 10
  - NBA Elite 11
  - NBA Live 14
  - NBA Live 15
  - NBA Live 16
  - NBA Live 18
  - NBA Live 19
- 점프스타트
  - JumpStart Baby (2000년판; 3D 효과)
  - JumpStart Explorers
  - JumpStart Spy Masters: Unmask the Prankster
  - JumpStart Spy Masters: Max Strikes Back
  - JumpStart Wildlife Safari: Field Trip
  - JumpStart Animal Adventures
  - JumpStart Advanced Preschool: Fundamentals (3D 애니메이션)
  - JumpStart Advanced Kindergarten: Fundamentals (3D 애니메이션)
  - JumpStrat Advanced 1st Grade: Fundamentals (3D 애니메이션)
  - JumpStart Advanced 2nd Grade: Fundamentals (3D 애니메이션)
  - JumpStart Reading with Karaoke
  - JumpStart World: Pet Playground
  - JumpStart PreK-1st Grade: Frankie's Field Trip
  - JumpStart Power Prep
  - JumpStart World Kindergarten
  - JumpStart World 1st Grade
  - JumpStart World 2nd Grade
  - JumpStart Advanced Premium Preschool World
  - JumpStart Pet Rescue
  - JumpStart Escape from Adventure Island
  - JumpStart Get Moving Family Fitness
  - JumpStart Preschool Magic of Learning
  - JumpStart Punk Punk Blitz
  - JumpStart Deep Sea Escape
  - JumpStart Jetpack
  - JumpStart Legend of Lost Island
  - JumpStart Crazy Karts
  - JumpStart Roller Squash
  - JumpStart Advanced K-2: Lost Island Quest
  - JumpStart Advanced Preschool: Storyland
  - JumpStart Advanced K-2: Lost Island Training
  - JumpStart Advanced K-2: Lost Island Adventures
  - JumpStart Advanced 3-5: The Adventures of Dr. Brain
  - JumpStart Magic & Mythies
  - JumpStart Junior
  - JumpStart Academy Preschool
  - JumpStart Academy Kindergarten
  - JumpStart Academy Coding
- 포켓몬스터
  - 헤이 유, 피카추!
  - 포켓몬 스타디움
  - 포켓몬 스냅
  - 포켓몬 스타디움 2
  - 포켓몬 채널
  - 포켓몬 콜로세움
  - 포켓몬 대시
  - 포켓몬 배틀 레볼루션
  - 포케파크 Wii 피카츄의 대모험
  - 포켓파크 2: 세상의 저편
  - 포켓몬스터 X·Y
  - 포켓몬스터 오메가루비·알파사파이어
  - 명탐정 피카츄
  - 포켓몬 듀얼
  - 포켓몬스터 썬·문[148]
  - 포켓몬스터 울트라썬·울트라문
  - 포켓몬스터 레츠고! 피카츄·레츠고! 이브이
  - 포켓몬 마스터즈
  - 포켓몬스터 소드·실드
  - 포켓몬 홈
  - New 포켓몬 스냅
  - 포켓몬 유나이트
  - 포켓몬스터 브릴리언트 다이아몬드·샤이닝 펄
  - Pokémon LEGENDS 아르세우스[149]
  - 포켓몬스터 스칼렛·바이올렛[150][151][152]
  - 돌아온 명탐정 피카츄
- 바이오하자드
  - 바이오하자드
  - 바이오하자드 2
  - 바이오하자드 3: 라스트 이스케이프
  - 바이오하자드 코드: 베로니카
  - 바이오하자드 가이덴
  - 바이오하자드 0
  - 바이오하자드 4
  - 바이오하자드: 엄브렐러 크로니클즈
  - 바이오하자드 5
  - 바이오하자드: 다크사이드 크로니클즈
  - 바이오하자드: 더 머서너리즈 3D
  - 바이오하자드: 레벨레이션스
  - 바이오하자드: 오퍼레이션 라쿤시티
  - 바이오하자드 6
  - 바이오하자드 7: 레지던트 이블
  - 바이오하자드 RE:2
  - 바이오하자드 RE:3
  - 바이오하자드 빌리지
  - 바이오하자드 RE:4
- 퀘이크
  - 퀘이크
  - 퀘이크 II
  - 퀘이크 3 아레나
  - 퀘이크 4
  - 퀘이크 챔피언스
- 크래쉬 밴디쿳
  - 크래쉬 밴디쿳
  - 크래쉬 밴디쿳 2: 코텍스의 역습
  - 크래쉬 밴디쿳: 워프드
  - 크래쉬 팀 레이싱
  - 크래쉬 밴디쿳: 마왕의 부활
  - 크래쉬 오브 더 타이탄
  - 크래쉬 밴디쿳 니트로 카트 3D
  - 크래쉬 밴디쿳 니트로 카트 2
  - 크래쉬 밴디쿳 엔세인 트릴로지
  - 크래쉬 팀 레이싱: 니트로 퓨얼드
  - 크래쉬 밴디쿳 4: 이츠 어바웃 타임
- 989 스포츠 메이저 리그 베이스벌
  - MLB '98
  - MLB '99
  - MLB 2000
  - MLB 2001
  - MLB 2002
  - MLB 2003
  - MLB 2004
  - MLB 2005
  - MLB 2006
- 댄스 댄스 레볼루션
  - 댄스 댄스 레볼루션
  - 댄스 댄스 레볼루션 2nd 믹스
  - 댄스 댄스 레볼루션 3rd 믹스
  - 댄스 댄스 레볼루션 4th 믹스
  - 댄스 댄스 레볼루션 5th 믹스
  - DDRMAX 댄스 댄스 레볼루션 6th 믹스
  - DDRMAX2 댄스 댄스 레볼루션 7th 믹스
  - 댄스 댄스 레볼루션 엑스트림
  - 댄스 댄스 레볼루션 슈퍼노바
  - 댄스 댄스 레볼루션 슈퍼노바 2
  - 댄스 댄스 레볼루션 X
  - 댄스 댄스 레볼루션 X2
  - 댄스 댄스 레볼루션 X3 vs. 2nd 믹스
  - 댄스 댄스 레볼루션 (2013년판)
  - 댄스 댄스 레볼루션 A
  - 댄스 댄스 레볼루션 A20
  - 댄스 댄스 레볼루션 A3
- 사일런트 힐
  - 사일런트 힐
  - 사일런트 힐 2
  - 사일런트 힐 3
  - 사일런트 힐 4: 더 룸
  - 사일런트 힐: 오리진스
  - 사일런트 힐: 더 이스케이프
  - 사일런트 힐: 홈커밍
  - 사일런트 힐: 섀터드 메모리즈
  - 사일런트 힐: 다운포어
- NBA 2K
  - NBA 2K
  - NBA 2K1
  - NBA 2K2
  - NBA 2K3
  - ESPN NBA 바스켓볼
  - ESPN NBA 2K5
  - NBA 2K6
  - NBA 2K7
  - NBA 2K8
  - NBA 2K9
  - NBA 2K10
  - NBA 2K11
  - NBA 2K12
  - NBA 2K13
  - NBA 2K14
  - NBA 2K15
  - NBA 2K16
  - NBA 2K17
  - NBA 2K18
  - NBA 2K19
  - NBA 2K20
  - NBA 2K21
  - NBA 2K22
  - NBA 2K23
- 스페이스 채널 5
- 심즈
  - 심즈
  - 심즈 2
  - 심즈 3
  - 심즈 프리플레이
  - 심즈 4
- 젯 셋 라디오
- 네모바지 스폰지밥
  - SpongeBob SquarePants: Operation Krabby Patty
  - 네모네모 스펀지송: 최고의 일꾼
  - SpongeBob SquarePants: Revenge of the Flying Dutchman
  - 네모바지 스폰지밥: 비키니 시의 전쟁
  - 보글보글 스폰지밥
  - SpongeBob SquarePants: Lights, Camera, Pants!
  - SpongeBob SquarePants: The Yellow Avenger
  - 보글보글 스폰지 밥: 좌충우돌 대모험
  - 스폰지밥의 아틀란티스
  - SpongeBob SquarePants: Underpants Slam
  - Drawn to Life: SpongeBob SquarePants Edition
  - SpongeBob vs. The Big One: Beach Party Cook-Off
  - 스폰지밥 냉동고 탈출작전
  - SpongeBob's Boating Bash
  - SpongeBob's Surf & Skate Roadtrip
  - SpongeBob SquarePants: Plankton's Robotic Revenge
  - SpongeBob HeroPants
  - 네모바지 스폰지밥: 비키니 시의 전쟁 리하이드레이티드
  - SpongeBob SquarePants: The Cosmic Shake
- 동물의 숲
  - 동물의 숲
  - 동물의 숲+
  - 동물의 숲 e+
  - 놀러오세요 동물의 숲
  - 타운으로 놀러가요 동물의 숲
  - 튀어나와요 동물의 숲
  - 동물의 숲 해피 홈 디자이너
  - 동물의 숲 아미보 페스티벌
  - 동물의 숲 포켓 캠프
  - 모여봐요 동물의 숲
- 슈퍼 몽키 볼
  - 슈퍼 몽키 볼
  - 슈퍼 몽키 볼 2
  - 슈퍼 몽키 볼 디럭스
  - 슈퍼 몽키 볼 어드벤처
  - 퍼펙트! 슈퍼 몽키 볼
  - 슈퍼 몽키 볼 스텝 & 롤
  - 슈퍼 몽키 볼 3D
  - 슈퍼 몽키 볼: 바나나 스플리츠
  - 퍼펙트! 슈퍼 몽키 볼 1&2 리메이크
- 몬스터 주식회사
- 천재소년 지미 뉴트론
- 스페이스 채널 5: 파트 2
- 젯 셋 라디오 퓨처
- Little People Discovery Airport
- 브랏츠
  - 브랏츠
  - Bratz: Rock Angelz
  - Bratz Babyz
  - Bratz: Forever Diamondz
  - Bratz Kidz
  - Bratz: The Movie
  - Bratz 4 Real
  - Bratz: Super Babyz
  - Bratz: Girlz Really Rock
  - Bratz: Fashion Boutique
  - Bratz: Action Heroez
  - Bratz: Flaunt Your Fashion[153]
- 니모를 찾아서
- 원시소년 탁과 마법사 주주
- 아쿠아키즈
- My Little Pony: Best Friends Ball
- 탁2: 꿈의 주주
- 인크레더블
- 폴라 익스프레스
- 프리큐어 시리즈
  - 노래하자! 프리큐어 드림 라이브 ~스핏츄 카드로 메타몰포제!?~
  - 프리큐어 올스타즈 GoGo 드림 라이브
  - 프리큐어 올스타즈 후레쉬 드림 댄스
  - 후레쉬 프리큐어! 놀이 컬렉션
  - 프리큐어 올스타즈 하트캐치 드림 댄스
  - 하트캐치 프리큐어! 멋쟁이 컬렉션
  - 프리큐어 올스타즈
  - 스위트 프리큐어♪ 멜로디 컬럭션♪
  - 스마일 프리큐어! 렛츠고! 메르헨 월드
  - 프리큐어 올스타즈: 전원집합☆렛츠 댄스!
  - 심쿵! 프리큐어 만지고 이야기해봐요
  - 심쿵! 프리큐어 나리키리 라이프!
  - 해피니스 프리큐어! 카와룬☆컬렉션
  - 프리큐어 프린세스 파티
  - 프리큐어 마법의 파티
  - 나리 키즈 파크 허긋토! 프리큐어
- 아이돌마스터
  - THE IDOLM@STER
  - THE IDOLM@STER (2007년판)
  - THE IDOLM@STER LIVE FOR YOU!
  - THE IDOLM@STER SP
  - THE IDOLM@STER 2
  - 아이돌마스터 원 포 올
  - 아이돌마스터 신데렐라 걸즈 스타라이트 스테이지
  - 아이돌마스터 플래티넘 스타즈
  - 아이돌마스터 밀리언 라이브! 시어터 데이즈
  - 아이돌마스터 스텔라 스테이지
  - 아이돌마스터 샤이니 컬러즈
  - 아이돌마스터 스탈릿 시즌[154][155]
  - 아이돌마스터 샤이니 컬러즈 Song for Prism
- Candy Land DVD Game
- 인크레더블: 언더마이너의 침공
- MLB: 더 쇼
  - MLB 06: 더 쇼
  - MLB 07: 더 쇼
  - MLB 08: 더 쇼
  - MLB 09: 더 쇼
  - MLB 10: 더 쇼
  - MLB 11: 더 쇼
  - MLB 12: 더 쇼
  - MLB 13: 더 쇼
  - MLB 14: 더 쇼
  - MLB 15: 더 쇼
  - MLB 더 쇼 16
  - MLB 더 쇼 17
  - MLB 더 쇼 18
  - MLB 더 쇼 19
  - MLB 더 쇼 20
  - MLB 더 쇼 21
  - MLB 더 쇼 22
  - MLB 더 쇼 23
- 쿠킹마마
  - 쿠킹마마: 쿡 오프
  - 쿠킹마마 2: 월드 키친
  - 베이비시팅 마마
  - 쿠킹마마: 마마와 나의 요리 시간!
  - 가드닝마마: 마마와 숲 속 친구들
  - 쿠킹마마: 마마를 도와줄래?
  - 쿠킹마마: 스위트샵
  - 쿠킹마마 요리하자!
  - 쿠킹마마: 쿡스타
- 카
- 몬스터 하우스
- 신나는 동물농장
- 키라링☆레볼루션
  - 키라링☆레볼루션 해피★아이돌 라이프
  - 키라링☆레볼루션 만들어 본다면! 보들☆번쩍 스테이지
  - 키라링☆레볼루션 빙글반짝☆아이돌 Days
  - 키라링☆레볼루션 다 함께 춤추자 프리프리 데뷔!
  - 키라링☆레볼루션 모여서 체인지! 쿨 반짝★코디
- Léa Passion
  - Léa Passion : Vétérinaire
  - Léa Passion : Mode
  - Léa Passion : Vétérinaire 2
  - Léa Passion : Bébés
  - Léa Passion : Vétérinaire au Australie
  - Léa Passion : Vétérinaire au zoo
  - Léa Passion : Baby-sitter
  - Léa Passion : Maîtresse d'école
  - Léa Passion : Star de la pop
  - Imagine: Champion Rider
  - Léa Passion : Patinage
  - Imagine: Party Babyz
  - Imagine: Cheerleader
  - Léa Passion : Vétérinaire - Amie des animaux
  - Léa Passion : Danseuse étoile
  - Léa Passion : Star de la mode
  - Léa Passion : Maîtresse d'école - Classe verte
  - Léa Passion : Ma boutique de rêves
  - Léa Passion : Vétérinaire - Safari
  - Imagine: Sweet 16
  - Léa Passion : Protectrice des animaux
  - Imagine: Babyz Fashion
  - Imagine: Fashion Stylist
  - Léa Passion : Fashion Paradise
  - Léa Passion : Mode 3D
  - Léa Passion : Vie de fashionista 3D
  - Léa Passion : Bébés 3D
  - Imagine: Championship Rider 3D
- 핑키 스트리트
  - 핑키 스트리트 키라키라☆뮤직 아워
  - 핑키 스트리트 키라키라☆뮤직 나이트
- Wii
  - Wii 스포츠
  - 처음 만나는 Wii
  - Wii 피트
  - Wii Music
  - Wii 스포츠 리조트
  - Wii Party
  - Wii 리모컨플러스로 즐기는 버라이어티 게임 박스
  - Wii Party U
  - Wii Fit U
  - Wii Sports Club
  - 닌텐도 스위치 스포츠
- 라따뚜이
- My Little Pony: Pinkie Pie's Party Parade
- 패밀리 스키
  - 패밀리 스키
  - 패밀리 스키 월드 스키 & 스노우보드
- 더 블랍: 컬러 레볼루션
- 월-E
- 리틀리스트 펫샵
- 스즈미야 하루히의 격동
- 쥬얼 펫
  - 쥬얼 펫 귀여운 마법의 판타지
  - 쥬얼 펫 ~반짝반짝 마법의 보석 상자~
  - 쥬얼 펫 마법의 DS 키라피카링☆
  - 쥬얼 펫 마법의 방에서 함께 놀자!
  - 쥬얼 펫 마법의 리듬에 예이!
  - 쥬얼 펫와 마법의 에이프런
  - 쥬얼 펫 마법으로 세련되게 댄스☆데코~!
  - 쥬얼 펫 카페에서 마법의 쿠킹!
- 업
- 하츠네 미쿠: 프로젝트 디바
  - 하츠네 미쿠: 프로젝트 디바
  - 하츠네 미쿠: 프로젝트 디바 2nd
  - 하츠네 미쿠: 프로젝트 디바 Extend
  - 하츠네 미쿠 and Future Stars Project mirai
  - 하츠네 미쿠: 프로젝트 디바 f
  - 하츠네 미쿠 Project mirai 2
  - 하츠네 미쿠: 프로젝트 디바 F 2nd
  - 하츠네 미쿠 Project mirai 디럭스
  - 하츠네 미쿠: 프로젝트 디바 X
  - 하츠네 미쿠: 프로젝트 디바 Future Tone
  - 하츠네 미쿠: 프로젝트 디바 Future Tone DX
  - 하츠네 미쿠: 프로젝트 디바 MEGA39's
  - 프로젝트 세카이: 컬러풀 스테이지! feat. 하츠네 미쿠
  - 하츠네 미쿠: 프로젝트 디바 MEGA39's+
- 리틀리스트 펫샵 프렌즈
- 프리티 시리즈
  - 프리티 리듬 미니 스커트
  - 프리티 리듬: 오로라 드림
  - 꿈의 보석 프리즘스톤
  - 프리티 리듬 마이☆데코 레인보우 웨딩
  - 꿈의 라이브 프리즘스톤
  - 프리티 리듬 레인보우 라이브 키라키라 마이☆디자인
  - 프리파라
  - 프리파라 & 프리티 리듬 프리파라에서 쓸 수 있는 멋진 아이템 1450!
  - 프리파라: 노려라! 아이돌☆그랑프리 No.1!
  - 프리파라: 깨어나라! 여신의 드레스 디자인
  - 아이돌타임 프리파라
  - 아이돌 타임 프리파라 유메 올스타 라이브!
  - 프리파라 올 아이돌 퍼펙트 스테이지!
  - 반짝이는 프리☆채널
  - 와츄 프리매직!
  - 아이돌랜드 프리파라
- Talking Tom and Friends
  - 말하는 고양이 토킹톰
  - Talking Baby Hippo
  - Talking Larry
  - Talking Harry
  - Talking Roby
  - Talking Rex
  - Talking Santa
  - Talking Bacteria
  - Talking Gina
  - Talking Lila
  - 말하는 개 토킹벤
  - 말하는 고양이 토킹톰 2
  - 토킹톰과 토킹벤 뉴스
  - 말하는 앵무새 토킹피에르
  - Talking Santa Meets Ginger
  - Tom's Love Letters
  - Tom's Messenger
  - Tom Loves Angela
  - 말하는 고양이 토킹진저
  - 말하는 고양이 토킹안젤라
  - Angela's Valentine
  - 말하는 고양이 토킹진저 2
  - 마이토킹톰
  - 마이토킹안젤라
  - Talking Tom for Messenger
  - 토킹톰 제트스키
  - 토킹톰 버블슈터
  - 토킹톰 골드런
  - 마이토킹행크
  - Talking Tom Camp
  - Talking Angela Color Splash
  - Talking Tom Pool
  - 토킹톰 제트스키 2
  - 마이토킹톰 2
  - Talking Tom Fun Fair
  - Talking Tom Splash Force
  - 토킹톰 히어로 대시
  - Talking Tom Sky Run
  - 마이토킹톰 프렌즈
  - Talking Tom Blast Park
  - 마이토킹톰+
  - 마이토킹안젤라 2
  - 토킹톰 타임 러시
  - 말하는 개 토킹벤 AI
  - 마이토킹안젤라 2+
  - My Talking Hank: Islands
  - Talking Ginger Playground
- 쿵푸 팬더 2
- Talking Anya[156][157][158]
- 아이스 에이지: 빌리지[159]
- 아이카츠!
  - 아이 엠 스타!
  - 아이카츠! 신데렐라 레슨
  - 아이카츠! 2인의 My Princess
  - 아이카츠! 365일의 아이돌 데이즈
  - 아이카츠! My No.1 Stage!
  - 아이카츠 스타즈!
  - 아이카츠 스타즈! 퍼스트 어필
  - 아이카츠 스타즈! My 스페셜 어필
  - 아이카츠 프렌즈!
  - 아이카츠 온 퍼레이드!
  - 아이카츠 플래닛!
- 마이 리틀 포니: 우정은 마법[160]
- 리틀펫샵[161]
- Ava the 3D Doll[162]
- 러브 라이브! 시리즈
  - 러브 라이브! School idol paradise
  - 러브 라이브! 스쿨 아이돌 페스티벌 ~after school ACTIVITY~
  - 러브 라이브! 스쿨 아이돌 페스티벌 ALL STARS
- Coco Dress Up 3D[163]
- 미니언 러쉬[164]
- Coco Princess[165]
- Coco Wedding[166]
- Coco Fashion
- 아이스 에이지 어드벤처[167]
- 머법소녀 픽시 프린세스[168]
- Coco Star
- Pet Food Carnival - Merry Christmas[169]
- Coco Ice Princess[170]
- 드래곤 매니아 레전드
- Pet Heroes: Fireman[171]
- 코코 파티 - 댄싱 퀸[172]
- 코코 포니 - 내 꿈의 애완동물[173]
- 스플래툰
  - 스플래툰
  - 스플래툰 2
  - 스플래툰 3
- Mia - My New Best Friend
- Crazy Beach Party
- 퍼피 러브 - 내 꿈의 애완동물
- It Girl - Celebrity Story[174]
- Marry Me - Perfect Wedding Day
- 키티 러브 - 내 복실복실한 친구
- Care Bears: Belly Match[175]
- 뮤직 아이돌 - 코코 록스타
- 베이비 버니 – 말하는 애완동물
- 얼음 공주 - 달콤한 16세
- Princess Pet Palace: Royal Puppy[176]
- Supermodel Star
- Baby Kim - Care & Dress Up
- 디즈니 매직 킹덤 - 마법 공원 건설
- 프리티 발레리나[177]
- Dress Up PJ Party
- 숲의 요정 페어리루
  - 숲의 요정 페어리루와 쥬얼 펫의 마법의 에이프런
  - 숲의 요정 페어리루 반짝반짝☆첫 페어리루 매직♪
- 퍼피 라이프 시크릿 파티
- Princess Pet Palace: Royal Pony[178]
- 하이 스쿨 크러시 - 첫사랑
- 쇼핑몰 걸[179]
- 부 - 세상에서 가장 귀여운 개
- Baby Boss - King of the House
- 포니 프린세스 아카데미
- 웨딩 플래너
- Trolls: Crazy Party Forest![180]
- 리얼 케이크 메이커 3D[181]
- 힙합 댄스 스쿨 게임[182]
- Ice Princess - Royal Wedding Day
- 피트니스 걸 - 춤추며 놀기[183]
- 아이스 스케이팅 발레리나 - 댄스 도전 아레나
- Princess Dancing Party
- 프롬 퀸: 데이트와 사랑, 그리고 춤
- 뱅드림! 걸즈 밴드 파티![184][185][186] (3D 효과 + 3D 애니메이션)
- 치어리더 댄스 팀[187]
- 소녀 그룹 - 멋진 단짝 친구들
- 리치 걸 쇼핑몰 - 쇼핑 게임
- 댄스 배틀: 발레 vs. 힙합[188]
- 셀피 퀸 - 소셜 스타
- 사랑의 곰 악단[189]
- Princess Love Diary[190]
- 슈퍼스타 체조선수
- 도시의 스케이터 보드 마스터[191]
- 스타일리스트 - 나를 멋지게 꾸며줘!
- 롤러 스케이트 걸 - 스케이트 댄스
- 달콤한 베이커리 왕국[192]
- Royal Horse Club[193]
- 블랙 프라이데이 쇼핑 마니아 - 패션 몰 게임
- 댄스 스쿨 이야기 - 댄스의 꿈이 이루어집니다[194]
- 스키 걸 슈퍼스타 - 겨울 스포츠 및 패션 게임
- 미라큘러스 레이디버그와 블랙캣[195]
- 체조 여왕[196]
- Princess Horse Racing[197]
- 리듬 체조 드림 팀: 걸스 댄스
- DIY 패션 스타 - 전문 디자이너의 의상 게임
- 치어리더가 되자[198]
- Hip Hop Battle – 여자들의 전성시대
- 곡예 스타 쇼 - 세상에 실력을 보여 주세요!
- Royal Puppy Costume Party[199]
- Princess Libby's Puppy Salon[200]
- 첫사랑 키스 - 큐피드의 연애 대작전[201]
- 슈퍼 스타일리스트 패션 혁신[202]
- Royal Puppy Tea Party[203]
- 환상의 곡예 곡예 댄스 월드 투어
- Princess Libby's Royal Ball[204]
- My Horse Stories
- 로얄 프린세스의 드림웨딩[205]
- 조조 시와 - 라이브 투 댄스[206]
- Princess Libby's Pool Party
- 스노우 프린세스의 아이스발레[207]
- 패션 타이쿤[208]
- 닌자라
- 스위트 프린세스 웨딩샵
- 토킹 팬더[209]
- 스피릿 럭키의 위대한 모험[210]
- 퍼피 구조대 세상을 구해라[211]
- 마이 리틀 포니: 어 메어타임 베이 어드벤처[212]
- Cutie Care
- L.O.L. Surprise! B.B.s BORN TO TRAVEL[213]
- Pocket Town - 동물 세상[214]
- 마이 리틀 포니 월드[215]
- 퍼피 구조대: 그랑 프리[216]
- JoJo Siwa 월드와이드 파티[217]
- Miraculous: Rise of the Sphinx[218]
- 미라큘러스 라이프[219]
- 마이 리틀 포니: 메인 머지[220]
- Fluvsies Racing
- Rainbow High: Runway Rush[221]
- 퍼피 구조대 월드[222]
- 이모션티니핑
- 트롤 리믹스 레스큐[223]

## 놀이기구
- Body Wars (3D 애니메이션 + 3D 효과)
- The Funtastic World of Hanna-Barbera (3D 효과)
- 스마트 플래닛 4D
- 어메이징 어드벤처 오브 스파이더맨[224]
- Journey into Your Imagination (3D 프로젝션 매핑)
- Pooh's Hunny Hunt (3D 프로젝션 매핑)
- Soarin' (3D 효과)
- 와일드 정글
- 와일드 리버
- Corkscrew Hill[225]
- Journey into Imagination with Figment (3D 애니메이션)
- Jimmy Neutron's Nicktoon Blast
- 해피 플래닛 4D
- 와일드 윙
- 다크 채플
- 갤럭시 익스프레스 999
- Jett and Jin
- Les Animaux du Futur
- The Simpsons Ride (3D 애니메이션)
- Toy Story Mania!
- Arthur, l'Aventure 4D
- Madagascar: A Crate Adventure (3D 애니메이션)
- Star Tours – The Adventures Continue (3D 효과)
- Transformers: The Ride 3D
- 미니언 메이헴
- Antartica: Empire of the Penguin
- La Machine à voyager dans le temps
- Wonder Mountain's Guardian
- Kung Fu Panda: Unstoppable Awesomeness
- Kung Fu Panda: The Emperor's Quest
- Knott's Bear-y Tales: Return to the Fair

## 라이브 엔터테인먼트
- Le Lac aux Images (버전 2; 3D 프로젝션 매핑)
- 키라라 스타라이트 판타지 (3D 프로젝션 매핑)
- Le Miroir d'Uranie (3D 프로젝션 매핑)
- 오픈 유어 마인드 (3D 애니메이션)
- Magical Sentosa (3D 프로젝션 매핑)
- Songs of the Sea (3D 프로젝션 매핑)
- Le Mystère de la Note Bleue (3D 프로젝션 매핑)
- Mangrove Groove (3D 프로젝션 매핑)
- 하나쇼 (3D 프로젝션 매핑)
- 뭉키쇼 (3D 프로젝션 매핑)
- 디지털 리얼 라이브 스테이지 (3D 프로젝션 매핑)
- 뤼미에르의 숲 (3D 프로젝션 매핑)
- 물고기들은 크리스마스의 꿈을 보기 White Xmas in the sea (3D 프로젝션 매핑)
- Lady Ô (버전 2; 3D 프로젝션 매핑)
- Fountain of Dreams (3D 프로젝션 매핑)
- The Legend of Pangu (3D 프로젝션 매핑)
- La Clé des Songes (3D 프로젝션 매핑)

## 비디오 영화
- 세서미 스트리트 (3D 효과 + 3D 애니메이션)
  - Elmo Visits the Doctor
  - Elmo's Potty Time
  - A Sesame Street Christmas Carol
  - Kids' Favorite Country Songs
  - Abby in Wonderland
  - Elmo Loves You
  - Elmo's Alphabet Challenge
  - Trick or Treat on Sesame Street
- Rock 'N Learn (3D 효과 + 3D 애니메이션)
  - Phonics
  - Telling Time
  - Spanish
  - Nursery Rhymes
  - Animals
  - Addition & Subtraction Rap
  - Division Rap
  - Letter Sounds (2003년판)
  - Alphabet Circus
  - Getting Ready for Kindergarten
  - Money & Making Change
  - Reading Comprehension
  - Proofreading Skills
  - Math Word Problems
  - What is Multiplication?
  - Writing Strategies
  - Physical Science
  - Earth Science
  - Life Science
  - Human Body
  - Multiplication Rap (2009년판)
  - Colors, Shapes & Counting (2010년판)
  - Sight Words
  - Alphabet (2012년판)
- Barney Home Video (3D 효과 + 3D 애니메이션)
  - Barney's Sense-Sational Day
  - Barney's Musical Scrapbook
  - Barney's Big Surprise
  - Sing and Dance With Barney
  - What A World We Share
  - Walk Around the Block with Barney
  - Let's Play School
  - Barney's Night Before Christmas
  - More Barney Songs
  - Barney's Rhyme Time Rhythm
  - Barney's Super Singing Circus
  - Come On Over to Barney's House
  - Barney's Musical Castle
  - Barney's Dino Dancin' Tunes
  - Let's Go to the Zoo
  - Barney's Pajama Party
  - You Can Be Anything
  - Barney's Beach Party
  - Round and Round We Go
  - Barney's Christmas Star
  - Barney Songs from the Park
  - Read With Me, Dance With Me
  - Barney's Best Manners: Your Invitation to Fun
  - Barney's Colorful World
  - Let's Go to the Farm
  - The Land of Make Believe
  - Let's Make Music
  - Let's Go to the Fire House
  - Dino-Mite Birthday
  - Barney's Animal ABCs
  - The Best of Barney
  - Once Upon a Dino Tale
  - Let's Go on Vacation
  - Top 20 Countdown
  - Let's Play Outside
  - Best Fairy Tales
  - I Can Do It
  - Big World Adventure
  - A Very Merry Christmas
  - I Love My Friends
  - A Super-Dee-Duper Day
- 위글스 (3D 효과 + 3D 애니메이션)
  - Wiggly, Wiggly Christmas
  - Yummy Yummy
  - Wiggle Time
  - Toot Toot!
  - The Wiggly Big Show
  - It's a Wiggly Wiggly World
  - Hoop Dee Doo: It's a Wiggly Party
  - Yule Be Wiggling
  - Space Dancing
  - Wiggle and Learn: Getting Strong
- The Imagination Series
  - Imaginaria
  - Elroy's Toy
  - Imaginit
- Disney Sing-Along Songs: Flik's Musical Adventure at Disney's Animal Kingdom (3D 애니메이션)
- 점프스타트 (3D 효과)
  - JumpStart Preschool: Who Left the Juice in the Caboose?
  - JumpStart Kindergarten: Why Did the Bus Stop?
- Xuxa só para Baixinhos (3D 효과 + 3D 애니메이션)
  - Xuxa Festa
  - Xuxa Só para Baixinhos 7
  - XSPB 10: Baixinhos, Bichinhos e +
  - XSPB 11
  - Xuxa Só para Baixinhos 12: É pra Dançar
  - ABC do XSPB
- Tia Jô & Cia (3D 애니메이션)
  - Família Especial
  - Uma Escola Especial
  - Viagem Especial
- Tia Silvaninha e a Turma do Melk (3D 애니메이션)
  - Um Mundo Melhor
  - Bom é louvar ao criador
- Cris Brasil & Cia - Geração Kids (3D 애니메이션)

## 뮤직 비디오
1992년
- Let's Get Rocked - 데프 레퍼드 (3D 애니메이션 + 3D 효과)

1993년
- Go West - 펫 숍 보이스 (3D 효과)

1996년
- I'm So Happy I Can't Stop Crying - 스팅 (3D 효과)

1997년
- Calypso - Spiderbait

1998년
- Black Bugs - Regurgitator
- 바나나 칩스 - 쇼넨 나이프
- Polyester Girl - Regurgitator
- Daydream Believer - 쇼넨 나이프
- 투낙 투낙 툰 - 달러 멘디 (3D 효과)
- Blue (Da Ba Dee) - 에펠 65 (3D 애니메이션)
- Butterfly - Smile.dk (3D 효과)

1999년
- Best Friend - 토이박스 (3D 애니메이션)
- Sweet like Chocolate - Shanks & Bigfoot
- The Sailor Song - 토이박스 (3D 효과)
- Move Your Body - 에펠 65 (3D 애니메이션)
- Unleash the Dragon - 시스코 (3D 효과)

2000년
- Glokenpop - Spiderbait
- Freshmint! - Regurgitator
- Bumble Bees - 아쿠아 (3D 애니메이션)
- Take On Me - A1 (3D 효과)
- Liquid Dreams - O-Town (3D 효과)
- I Wanna Be - Zorotl (3D 애니메이션)

2001년
- We Belong to the Sea - 아쿠아 (3D 효과)
- Lucky (In My Life) - 에펠 65 (3D 애니메이션)
- Strawberry Kisses - 니키 웹스터 (3D 효과)
- Depend on Me - 니키 웹스터 (3D 효과)
- Outta My Head - Spiderbait
- I Like Your Old Remix - Regurgitator

2002년
- Million Pieces (Kissin' Your Cares Goodbye) - 뉴스보이스 (3D 효과)
- Enlève ton maillot - Souris Décalquées
- Something More Beautiful - 니키 웹스터 (3D 효과)
- Landslide - 더 칙스 (3D 효과)

2003년
- Respire - Mickey 3D

2004년
- Accidentally in Love - 카운팅 크로우스 (3D 애니메이션)

2005년
- Un monde parfait - 일로나 미트르시
- Axel F - Crazy Frog
- C'est les vacances - 일로나 미트르시
- T'es pas cap Pinocchio - 피노키오
- Popcorn - Crazy Frog
- Dans ma fusée - 일로나 미트르시
- Pinocchio en hiver (Kalinka) - 피노키오
- (Don't) Give Hate a Chance - 자미로콰이
- Jingle Bells/U Can't Touch This - Crazy Frog
- Le Bateau blanc - Karol
- Noël, que du bonheur - 일로나 미트르시

2006년
- Papa Pingouin - Pigloo
- Allo, allo - 일로나 미트르시
- Allô Papy - 베베 릴리
- L'Oiseau et l'Enfant - Karol
- La Petite Fleur de Vanille - Fleur de Vanille
- We Are the Champions (Ding a Dang Dong) - Crazy Frog
- Le Ragga des pingouins - Pigloo
- Les Bêtises - 베베 릴리
- DJ Pinocchio - 피노키오
- On est là - Baby Hip Hop
- Love Is All - Florabelle
- Le Titou - Titou Le Lapinou
- Dolly Song - Holly Dolly
- Les Nanas Banana - 애니 브로콜리
- Ça plane pour moi (Le twist) - Pigloo
- La Jungle des animaux - 베베 릴리
- Le Coucou De Titou - Titou Le Lapinou
- Laissez-nous respirer - 일로나 미트르시
- Moi, j'aime skier ! - Pigloo
- Petit Papa Noël - 베베 릴리
- Last Christmas - Crazy Frog

2007년
- Crazy Frog in the House - Crazy Frog
- Les Cowboys - 베베 릴리
- Pinocchio le clown - 피노키오
- Chiquitas - 일로나 미트르시
- Les Gros Mots Des Tout-Petits	- Titou Le Lapinou
- Ich bin dein Gummibär - Gummibär
- Boum Boum - Silly Le Petit Phoque
- Bizoo d'eskimo - Pigloo
- Don't Worry, Be Happy - Holly Dolly
- L'Alphabet en chantant - Florabelle
- L'Oiseau électrique - 피노키오
- Les Pirates - 베베 릴리
- Mille et une Nuits - 베베 릴리
- Tape des nageoires - Silly Le Petit Phoque

2008년
- Kuschel Song - Schnuffel
- Cho Ka Ka O - Gummibär
- One Desire - Jakarta
- Caramelldansen - 카라멜라 걸즈
- Dans l'Espace - 베베 릴리
- La Danse De Titou - Titou Le Lapinou
- La Changa - 베베 릴리
- Ich hab' Dich lieb - Schnuffel
- Häschenparty - Schnuffel
- Viens avec moi - 베베 릴리
- Superstar - Jakarta
- Verliebt - Eddy Bär (3D 애니메이션)
- Schnuffels Weihnachtslied - Schnuffel

2009년
- Schnulla Schnulla - Gummibär
- Baby Song - Eddy Bär (3D 애니메이션)
- Daddy DJ - Crazy Frog
- Les Jeux vidéo - 베베 릴리
- Cha Cha Slide - Crazy Frog
- Piep Piep - Schnuffel
- Les Fantômes - 베베 릴리

2010년
- La Danse de Clara - Clara Chocolat
- La La Lieb - Gummibär
- Big Bisou - 베베 릴리
- Fummel Fummel - Gummibär
- La Bamba - Eddy Bär (3D 애니메이션)
- 1, 2, 3 Soleil - 베베 릴리
- Küss mich, halt mich, lieb mich - Schnuffelienchen
- Drôle de Planète - 베베 릴리
- Raspoutine - 베베 릴리
- Les Contes de fées - 베베 릴리
- Baïli Baïla - 베베 릴리

2011년
- Boogie Bam Dance - 카라멜라 걸즈
- Doudou Je T'Aime - 베베 릴리
- Wo sind eure Haende - Baby Wuwu
- Dubidubi Du - Schnuffel
- PONPONPON - 캬리 파뮤파뮤 (3D 효과)
- Mr. Mister Gummibär - Gummibär
- 츠케마츠케루 - 캬리 파뮤파뮤 (3D 효과)

2012년
- Zero Gravity - 케를리 (3D 효과)
- Seif Dich Ein Blas Doch Mit - Gummibär
- Poupée Décalée - 베베 릴리 & Moussier Tombola
- 패션몬스터 - 캬리 파뮤파뮤 (3D 효과)
- Schmetterling - Schnuffelienchen

2013년
- We Love To Party - 카라멜라 걸즈 (3D 효과)
- 닌자리반반 - 캬리 파뮤파뮤 (3D 효과)
- Gummy Twist - Gummibär
- 인베이더인베이더 - 캬리 파뮤파뮤 (3D 효과)
- What If - 파이브 포 파이팅 (3D 효과)
- Wati Wati Wu - Gummibär
- Monster Mash - Gummibär
- 못타이 나잇랜드 - 캬리 파뮤파뮤 (3D 효과)
- Get The Gold - 카라멜라 걸즈 (3D 효과)

2014년
- 유메노 하지마 링링 - 캬리 파뮤파뮤 (3D 효과)
- 패밀리 파티 - 캬리 파뮤파뮤 (3D 효과)
- Gummy Bomba - Gummibär
- 키라 키라 킬러 - 캬리 파뮤파뮤 (3D 효과)

2015년
- 문제 걸 - 캬리 파뮤파뮤 (3D 효과)
- Ghostbusters - Gummibär (3D 효과)
- Children of the World (It's Christmas) - Gummibär
- Candy Girl - 카라멜라 걸즈

2016년
- 최&고 - 캬리 파뮤파뮤 (3D 효과)
- All Night Long - Baby Wuwu

2017년
- 이스터 - 캬리 파뮤파뮤 (3D 효과)

2018년
- Dame La Gomita - Gummibär
- Gummy Egg - Gummibär
- Ohhh Ahhh Just A Little Bit - 카라멜라 걸즈 (3D 효과)
- Dancing on the Ceiling - Gummibär
- I'm Blue (Da Ba Dee) - Gummibär

2019년
- How Can You Say Goodbye? - 카라멜라 걸즈 (3D 효과)
- I Am Bear - Gummibär
- Gummy Shark - Gummibär
- My Piano - Gummibär
- Lollipop - 카라멜라 걸즈 (3D 효과)
- Wish Upon A Star - 카라멜라 걸즈 (3D 효과)

2020년
- Cotton-Eyed Joe - Gummibär
- The Chicken Dance - Gummibär
- Scatman (Ski-Ba-Bop-Ba-Dop-Bop) - Gummibär
- Holiday - 카라멜라 걸즈 (3D 효과)
- Bangaman - Gummibär
- Back In My Life - 카라멜라 걸즈 (3D 효과)
- Thanksgiving Turkey Dance - Gummibär
- Jingle Bells - Gummibär

2021년
- Samurai - 카라멜라 걸즈 (3D 효과)
- Valentine - 카라멜라 걸즈 (3D 효과)
- Rhythm Is a Dancer - Gummibär
- Jerusalema - Gummibär
- Kick the Ball - Gummibär

2022년
- Yippa Yappa Banga (Bangaman 2) - Gummibär
- Shufflelosophy - 카라멜라 걸즈

2023년
- Tutti Frutti Lover - 카라멜라 걸즈 (3D 효과)
- Halloween - 카라멜라 걸즈

## 방송국 ID
미국
- NBC
- CBS
- ABC
- 텔레문도
- 유니비전
- PBS
- 쇼타임
- 니켈로디언
- BET
- MTV
- 디즈니 채널
- 카툰 네트워크 (3D 효과)
- The WB
- PBS 키즈 (이전에는 PTV)
- UPN
- 디스커버리 패밀리 (이전에는 디스커버리 키즈, 더 허브과 허브 네트워크; 3D 효과)
- 플레이하우스 디즈니
- 툰 디즈니 (3D 효과)
- 아이온 텔레비전 (이전에는 Pax TV과 i: 인디펜던트 텔레비전)
- 닉 주니어 (이전에는 노긴)
- 부메랑
- Animania HD[226]
- 제틱스 (3D 효과)
- Qubo
- The CW
- 디즈니 XD
- 디즈니 주니어

캐나다
- CBC
- CBC 텔레비전
- 이시 라디오 캐나다 텔레 (이전에는 텔레비지옹 드 라디오 캐나다)
- Télé-Québec (이전에는 Radio-Québec)
- TFO (이전에는 La Chaîne Française)
- YTV
- 패밀리 채널
- 트리하우스
- 카툰 네트워크 (이전에는 텔레툰)
- Vrak (이전에는 Canal Famille과 VRAK.TV)
- BBC Kids
- Family Jr.
- Yoopa
- Télémagino

영국
- BBC
- BBC One
- ITV
- BBC Two
- CITV
- CBBC (이전에는 Children's BBC)
- GMTV
- ITV2
- CBeebies
- BBC Four
- ITV1
- BBC Three
- Pop (이저에는 Toons & Tunes)
- Tiny Pop
- ITV3
- ITV4
- 카투니토

프랑스
- TF1
- 프랑스 2
- 프랑스 3
- 카날+
- 카날 제이
- 프랑스 5
- M6
- 아르테
- 프랑스 4 (이전에는 Festival)
- Télétoon+ (이전에는 Télétoon)
- 티지
- Piwi+ (이전에는 Piwi)
- 굴리

스페인
- RTVE
- TVE
- 라 1
- 라 2
- Clan

포르투갈
- RTP
- RTP1
- RTP2
- Canal Panda
- RTP3 (이전에는 NTV, RTPN과 RTP Informação)
- Panda Kids

이탈리아
- Rai 1
- Rai 2
- Rai 3
- 카날레 5
- 이탈리아 1
- Boing
- RaiSat Smash Girls (이전에는 RaiSat Smash)
- Rai Yoyo (이전에는 RaiSat Yoyo)
- Rai Gulp
- DeA Kids
- Rai Kids (이전에는 Rai Ragazzi)
- Super! (이전에는 DeA Super!)
- DeA Junior

독일
- ZDF
- Sat.1
- RTL 텔레비전
- Super RTL
- KiKA
- Junior

네덜란드
- NPO
- NPO1
- NPO2
- NPO3 (이전에는 Nederland 3)

폴란드
- 폴자츠
- Teletoon+ (이전에는 MiniMax과 ZigZap)
- MiniMini+ (이전에는 MiniMini)

러시아
- Karusel (이전에는 Eurodit과 Telenyanya)

세르비아
- Ultra
- Mini Ultra
- Dexy TV

터키
- 쇼 TV
- Yumurcak TV
- TRT Çocuk
- Planet Çocuk

이스라엘
- Arutz HaYeladim

아랍 세계
- 2M TV
- 스페이스툰
- Dream TV
- MBC 3
- Sama Dubai
- Jeem TV (이전에는 Al-Jazeera Children's Channel)
- 바라엠

중국
- TVB
- TVB Jade
- TVB Pearl
- EBC YOYO
- PTS
- CCTV-14 (이전에는 CCTV-Children)
- MOMO Kids
- HOY TV
- HOY IBC
- HOY Infotainment

일본
- NHK
- ABC
- MBS
- NHK G
- 닛폰 TV 방송망
- TBS 텔레비전
- TV 아사히
- NHK E
- 나고야 TV 방송
- TV 도쿄
- TV 오사카
- TV 아이치
- 후지 TV
- TV 세토우치
- TV 홋카이도
- WOWOW
- TVQ 규슈 방송
- 키즈 스테이션
- 도쿄 MX
- 애니맥스

대한민국
- KBS
- MBC
- KBS 1TV
- MBC TV
- KBS 2TV
- SBS
- EBS
- EBS 1TV
- SBS TV
- 대교어린이TV
- 재능TV (이전에는 두산수퍼네트워크, 재능스스로방송, 스스로방송과 재능방송)
- 투니버스
- 애니원
- 챔프TV
- KiZmom (이전에는 니켈로디언)
- 애니박스
- 브라보키즈 (이전에는 키즈원)
- JTBC
- EBS KIDS (이전에는 EBS U)
- KBS 키즈
- EBS 2TV
- 대교 노리Q

라틴아메리카
- 카날 5
- 텔레비사
- 엘 누에베 (이전에는 카날 9)
- 베네비시온
- 텔레페
- TVN
- Señal Colombia
- 레드 우노
- 아즈테카 7
- Bolivisión
- Global Televisión
- TV 아즈테카
- Canal TRO
- Canal Capital
- 카라콜 텔레비시온
- RCN 텔레비시온
- Telecanal
- TV 아즈테카 구아테 (이전에는 아즈테카 31)
- La Tele

브라질
- 헤코르드TV
- TV 글로부 (이전에는 헤지 글로부)
- SBT
- Gloob
- Gloobinho

오스트레일리아
- ABC
- 나인 네트워크
- 세븐 네트워크
- ABC TV
- WIN Television
- 네트워크 텐
- ABC Kids
- 9Go! (이전에는 GO!)
- 7two (이전에는 7TWO)
- ABC Me (이전에는 ABC3)

국제적인
- 베이비TV
- 베이비퍼스트
- JimJam
- 키즈코

## 광고
전자제품
- 도시바
- 코닥
- 샤프
- JVC
- 후지필름
- 파이오니아
- 삼성그룹
- 휴렛 팩커드
- 소니 (소니그룹 이라고도 함)
- 켄우드
- LG그룹
- 인텔
- 썬 마이크로시스템즈
- 델
- JVC 켄우드

전기통신
- 컴캐스트
- 엑스피니티
- KT
- SK텔레콤
- Numericable (이전에는 Lyonnaise Câble, NC Numericable과 Noos)
- 다이렉TV
- SFR
- 오랑주 (이전에는 프랑스 텔레콤)
- 스카이 UK
- Sky Deutschland (이전에는 Premiere과 Premiere World)
- Canal+ (이전에는 Canal Satellite, CanalSat과 Canal)
- Claro TV
- TELE+
- TELE+ Digitale
- 디시 네트워크
- Stream TV
- Vía Digital
- Canal+ (이전에는 Digital+)
- Sky Italia
- VOO
- Movistar TV
- LG헬로비전 (이전에는 CJ헬로비전)
- Altice France (이전에는 Numericable-SFR과 SFR Group)
- Movistar Plus+

항공사
- 유나이티드 항공
- 아메리칸 항공
- 하와이안 항공
- 에어 프랑스
- 일본항공
- 전일본공수
- 제트블루

차량
- 쉐보레
- 폭스바겐
- 토요타 자동차
- 지프
- 기아[227]
- 혼다 기연공업

보험
- 가이코
- 프로그레시브 손해보험사
- Aflac

우편물
- UPS
- 페덱스
- 라 포스트

석유와 가스
- 셰브론
- 엑슨모빌 (이전에는 엑슨)
- 로열 더치 쉘
- BP
- Sinclair Oil Corporation

편의점
- 세븐일레븐
- 써클 K

백화점
- 케이마트
- 타깃 코퍼레이션
- 월마트
- 프낙

주방용품
- Bodum

음식과 음료
- 캠벨 수프사
- 필즈버리 컴퍼니
- 코카콜라
- 펩시
- 페리에
- 허쉬 키세스
- 오레오[228]
- Life Savers
- Popsicle
- 라이스 크리스피
- 쿨에이드
- Goya Foods
- 오랑지나
- 크래프트 디너
- Smarties
- 환타
- M&M's
- 레이즈
- 트로피카나 프로덕츠
- 치토스
- 콘푸로스트
- Peeps
- Trix
- 코코팝스
- 후루트링
- Lucky Charms
- Honeycomb
- 오아시스
- 프링글스
- Kjörís[229]
- Kókómjólk
- Cookie Crisp
- Honey Nut Cheerios
- Svali[230][231]
- Tumi[232]
- Cinnamon Toast Crunch
- 칸쵸[233]
- 후루티라이스[234]
- 허니 오트링
- Lunchables
- Fruit Gushers
- Danimals
- 코코볼[235][236][237][238][239]
- 오레오 오즈[240][241][242][243][244][245][246]
- Fruit Winders
- Fruit Spurters
- Fruit Squidgers

식료품점
- 이토요카도
- 퍼블릭스
- 홀 푸드 마켓
- Bloom

음식점
- 맥도날드
- 칙필레
- 버거킹
- T.G.I. Fridays
- 퀵
- 척 E. 치즈

디저트 상점
- 배스킨라빈스
- 던킨 도너츠
- Menchie's Frozen Yogurt
- Sweet Frog

커피 숍
- 스타벅스

청소도구
- 미스터 클린
- Toilet Duck

방향제
- 에어윅

세면도구
- Charmin
- Angel Soft
- Kandoo
- Dabur Amla Kids[247]

미용제품
- 로레알
- 랑콤
- 에스티 로더
- 올레이

유아용품
- 팸퍼스
- 하기스
- Luvs
- 무니
- 마미포코

신발류
- 나이키
- 스케쳐스

안경
- 페르솔

보석류
- 에르메스
- 까르띠에

책과 만화
- 고단샤
- 스콜라스틱
- 펭귄 북스
- 하퍼콜린스

미술제품
- 크레욜라
- RoseArt[248]
- Cra-Z-Art

장난감
- 플레이도
- 바비
- 리틀 피플
- 핫 휠
- 베이비 얼라이브
- 스트로베리 쇼트케이크
- 케어 베어스
- 마이 리틀 포니
- 트랜스포머
- 폴리포켓
- Cupcakes[249]
- 리틀리스트 펫샵
- Magic Castle
- Peaceful Planet Aquarium
- 브랏츠
- Ocean Wonders
- 래프앤런
- Aquapets
- Flutterbye Dreams
- BC Builders
- Pixel Chix
- U.B. Funkeys
- Little Tikes Land
- 향기나는 내친구 퍼베리[250]
- 쥬쥬펫
- F.A.M.P.S.
- ChixOs
- Drip Drops[251][252]
- 몬스터 하이
- 랄라룹시
- 쥬블스
- HEXBUG
- Fijit Friends[253][254]
- Lite Sprites
- Bizu
- Shopkins[255][256][257]
- Little Live Pets[258][259][260][261][262]
- Shopkins Shoppies[263][264][265][266][267][268][269][270][271][272]
- Twozies[273]
- L.O.L 서프라이즈!
- Hatchimals[274][275][276][277][278][279][280][281][282][283][284]
- Cuppatinis[285]
- Fingerlings[286][287][288][289][290][291][292][293][294][295][296][297]
- Cutie Cars[298][299]
- Kindi Kids
- Magic Blanket Babies[300]
- Big Big Baby[301]

게임 콘솔
- 슈퍼 패미컴
- 세가 새턴
- 플레이스테이션
- 닌텐도 64
- 드림캐스트
- 플레이스테이션 2
- 게임보이 어드밴스
- 닌텐도 게임큐브
- 엑스박스
- 닌텐도 DS
- 플레이스테이션 포터블
- 엑스박스 360
- 플레이스테이션 3
- Wii
- 닌텐도 3DS
- 플레이스테이션 비타
- Wii U
- 플레이스테이션 4
- 엑스박스 원
- 닌텐도 스위치
- 엑스박스 시리즈 X/S
- 플레이스테이션 5

장난감 상점
- 토이저러스
- King Jouet
- JouéClub
- La Grande Récré
- 스미스
- Ri Happy Brinquedos
- PBKIDS Brinquedos
- 빌드어베어 워크숍
- Toy Planet

놀이공원과 리조트
- 유니버설 스튜디오 할리우드
- 디즈니랜드 리조트
- 부시 가든
- 식스 플래그스
- 씨월드
- 월트 디즈니 월드 리조트
- 유로파파크
- 드림월드
- 도쿄 디즈니 리조트
- 퓨처러스코프
- 롯데월드
- 유니버설 올랜도 리조트
- 디즈니랜드 파리 (이전에는 유로 디즈니랜드)
- 도쿄 조이 폴리스
- 유니버설 스튜디오 재팬
- PortAventura World (이전에는 Universal Mediterránea, PortAventura과 PortAventura European Destination Resort)
- 유니버설 스튜디오 싱가포르
- 유니버설 스튜디오 베이징

## 예고편
영화관
- AMC 시어터스
- 리걸 시네마스
- GCC
- 시네마크 시어터스

사운드 시스템
- 돌비 스테레오
- 돌비 프로 로직 (이전에는 돌비 서라운드)
- THX
- 돌비 디지털 (이전에는 돌비 스테레오 디지털)
- DTS
- 소니 다이내믹 디지털 사운드
- 돌비 애트모스